# Фонетика и фонология вологодских говоров
Фоне́тика и фоноло́гия волого́дских го́воров — один из уровней диалектной системы, отражающий состав и функционирование звуковых элементов, в говорах Вологодской группы. Так же, как и фонетические системы всех остальных русских диалектов, фонетический строй вологодских говоров характеризуется сравнительно высокой вариативностью. Отмечаемые при этом диалектные различия встречаются как в речи носителей говоров разной территориальной локализации, так и в речи носителей разных возрастных категорий в пределах одного говора (в так называемых архаическом слое и новом слое говора).
Фонетические особенности вологодских говоров во многом сходны с характеристиками звукового строя всех остальных севернорусских говоров — архангельских (поморских), лачских, белозерско-бежецких, костромских, вятских и других. Все эти говоры объединяют такие диалектные черты, как оканье — различение гласных неверхнего подъёма после твёрдых согласных в безударной позиции (в[о]да́, тр[а]ва́); ёканье — произношение безударной гласной о после мягких согласных ([с’о]стра́, о́[з’о]ро); наличие фонемы /г/ взрывного образования, чередующейся с /к/ (но[г]а́ — но[к]); отсутствие /j/ в интервокальном положении с ассимиляцией и стяжением гласных (зн[а́]т «знает», молод[а́] «молодая»); ассимиляция по назальности сочетания бм (о[мм]а́н «обман»); утрата /т/ в конечных сочетаниях ст (мо[с] «мост») и т. д. Наряду с этим фонетика вологодских говоров характеризуется собственными, присущими только ей, особенностями, в числе которых наличие случаев различения гласных фонем /о/ и /ô/, /е/ и /ê/ под ударением; произношение гласных и или ê в соответствии ě в позиции между мягкими согласными (з[вир’] или з[вêр’] «зверь»), а также е на месте а (в[зет’] «взять»); чередование губных в с w (тра[в]а́ — перед гласными, но тра́[w]ка, тра[w] — в конце слова и слога); распространение мягкого цоканья ([ц’’]ай «чай», пе[ц’’] «печь»); наличие боковой согласной, реализуемой перед гласными непереднего ряда как [l], которая чередуется с w (сн’а[l]а́ «сняла» — сн’а́[w] «снял», во[w]к «волк») и т. д.
Один из первых исследователей фонетики и фонологии говоров Вологодчины — норвежский лингвист О. Брок, опубликовавший в 1907 году работу «Описание одного говора из юго-западной части Тотемского уезда» (в которой он, в частности, дал описание гласных средне-верхнего подъёма в тотемских говорах). В разное время вопросов вологодской фонетики и фонологии в своих исследованиях касались Р. Ф. Касаткина (Пауфошима), М. Н. Преображенская, Л. Л. Касаткин, А. В. Тер-Аванесова, И. И. Исаев, А. М. Красовицкий, Й. Ваахтера и другие лингвисты.

## Характеристика
Фонетическая система вологодских говоров образуется из явлений, общих для всего русского языка, из диалектных явлений северного наречия, из специфических местных вологодских явлений, а также из некоторых широко распространённых в ареале русских говоров первичного формирования явлений западно-северной и периферийной локализации. В ряде случаев севернорусские, западно-северные и периферийные фонетические черты распространены на территории вологодских говоров с теми или иными особенностями. Как правило, эти особенности выражаются в разной степени последовательности в реализации фонетических черт от их исключительного распространения до ограничений в их распространении, связанных с определёнными позиционными условиями, с различиями в охвате лексики и с иными причинами. Помимо собственно вологодских фонетических черт к числу специфических местных явлений относят также и те, которые известны в других русских диалектах, но выступают на территории Вологодской группы в виде иных структурных разновидностей или в иной последовательности.

### Вокализм

#### Ударный
В сильной позиции (под ударением не между мягкими согласными) в большинстве вологодских говоров различаются пять фонем. Системы вокализма с шестью или семью фонемами встречаются в вологодском ареале довольно редко — говоры с такими системами гласных образуют по всей территории группы мелкие разрозненные ареалы. В остальных русских диалектах шестифонемный и семифонемный вокализм представлен или в единичных говорах или, гораздо реже, в пределах одной определённой части диалектной территории. Кроме этого, наряду с указанными системами вокализма в области распространения вологодских говоров известны диалектные ареалы с системой гласных из 12 фонем.

##### Системы гласных
Наиболее распространённый в вологодских говорах пятифонемный вокализм, преобладающий также во всех остальных русских говорах и являющийся системой гласных русского литературного языка, включает фонемы, которые различаются по степени подъёма, по ряду и по наличию или отсутствию лабиализации:
| подъём  | ряд               | ряд               | ряд             |
| подъём  | передний          | средний           | задний          |
| подъём  | нелабиализованные | нелабиализованные | лабиализованные |
| ------- | ----------------- | ----------------- | --------------- |
| верхний | и                 |                   | у               |
| средний | е                 |                   | о               |
| нижний  |                   | а                 |                 |

Семифонемный вокализм, представляющий собой архаичную древнерусскую систему гласных, характеризуется четырьмя ступенями подъёма и включает гласные верхнего подъёма и, у; гласные средне-верхнего подъёма ê, ô; гласные среднего подъёма е, о и гласный нижнего подъёма а. Шестифонемный вокализм включает дополнительно к пятифонемному только гласную ê (гласные ô и о в говорах с таким вокализмом совпадают в одной фонеме о):
| подъём         | ряд               | ряд               | ряд             |
| подъём         | передний          | средний           | задний          |
| подъём         | нелабиализованные | нелабиализованные | лабиализованные |
| -------------- | ----------------- | ----------------- | --------------- |
| верхний        | и                 |                   | у               |
| средне-верхний | ê                 |                   | ô               |
| средний        | е                 |                   | о               |
| нижний         |                   | а                 |                 |

В шестифонемной и семифонемной системах гласных различаются открытые и закрытые гласные среднего подъёма. Открытое о (другое обозначение фонемы — ɔ) реализуется чаще всего как гласный среднего подъёма [о] (в МФА — [o̞]); открытое е — как гласный среднего подъёма [е] (в МФА — [e̞]). Закрытое о (другие обозначения — ô, ω) реализуется как гласный средне-верхнего подъёма [ọ] (в МФА — [o]) или дифтонг [у͡о]; закрытое е (другие обозначения — ê, ҍ) — как гласный средне-верхнего подъёма [ẹ] (в МФА — [е]) или дифтонг [и͡е]. Кроме этого, известна реализация, при которой на месте /ô/ (о закрытого) произносится гласный среднего подъёма [о] (в МФА — [o̞]), а на месте /о/ (о открытого) — гласный средне-нижнего подъёма [ǫ] (в МФА — [ɔ]) или дифтонг [о͡у]; на месте /ê/ (е закрытого) произносится гласный среднего подъёма [е] (в МФА — [e̞]), а на месте /е/ (е открытого) — гласный средне-нижнего подъёма [ę] (в МФА — [ɛ]) или дифтонг [е͡и]. Возможно также, что на месте /ô/ произносится гласный средне-верхнего подъёма [ọ] (в МФА — ([о]) или дифтонг [у͡о], в то время как на месте /о/ — гласный средне-нижнего подъёма [ǫ] (в МФА — [ɔ]) или дифтонг [о͡у], и на месте /ê/ произносится гласный средне-верхнего подъёма [ẹ] (в МФА — ([е]) или дифтонг [и͡е], в то время как на месте /е/ — гласный средне-нижнего подъёма [ę] (в МФА — [ɛ]) или дифтонг [е͡и]. Для открытой о при этом характерна меньшая лабиализация, чем для закрытой. Исторически о (открытое о) восходит к *о под праславянским нисходящим ударением, а также к гласным *ъ, *е и *ь, а ô (закрытое о) — к *о под праславянским восходящим ударением; е (открытое е) выступает на месте *е и *ь, а ê (закрытое е) — на месте праславянской *ě (*ҍ).

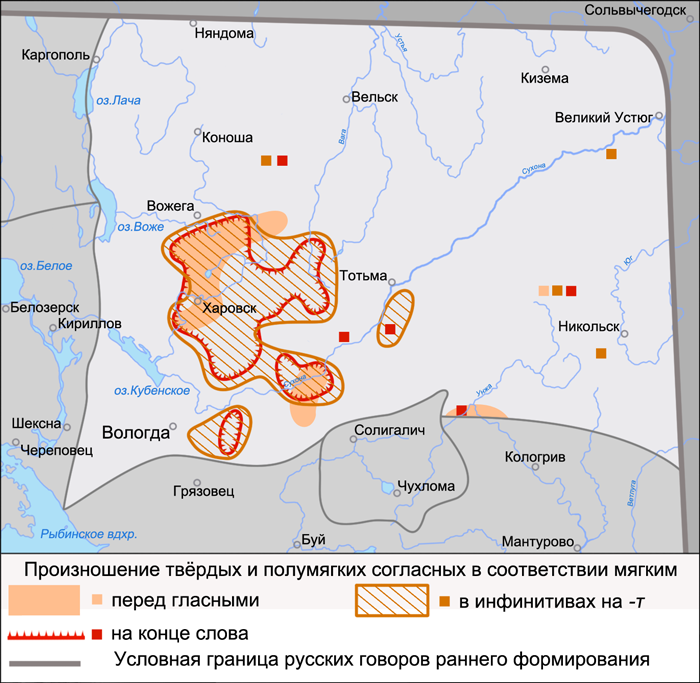
Ареал произношения твёрдых и полумягких согласных в соответствии мягким

Произношение особых звуков в соответствии *о под восходящим ударением и в соответствии *ě (исключая произношение гласной [и] на месте *ě) во всей их совокупности представлено в основном в говорах юго-западной части ареала Вологодской группы. Между тем реликтовый характер шестифонемных и семифонемных систем гласных как в ареале вологодских говоров, так и в других русских диалектных ареалах, выражается в настоящее время не только их территориально ограниченным распространением. Разрушение таких вокалических систем проявляется также в неотчётливом противопоставлении гласных средне-верхнего и среднего подъёма в речи носителей современных говоров, которое может даже и не восприниматься на слух. Зачастую гласные средне-верхнего подъёма сохраняются только в сильной фразовой позиции и встречаются в основном в речи лиц старшего поколения. Помимо этого, на распад шестифонемных и семифонемных систем вокализма могут указывать, по мнению А. И. Сологуб, случаи произношения закрытых звуков, дифтонгоидов и дифтонгов не только в соответствии *о под восходящим ударением и *ě, но и в соответствии *о под нисходящим ударением и е из *е, *ь.
Особые системы вокализма отмечаются в ряде говоров, распространённых в юго-западной части ареала Вологодской группы, в частности, в говорах Харовского и Биряковского сельских поселений Вологодской области. В фонетической системе этих говоров не сформировалось корреляции согласных по твёрдости — мягкости, поэтому различение минимальных пар, которое реализуется в литературном языке и в большинстве русских говоров за счёт артикуляции согласных, в указанном ареале реализуется при помощи гласных. Вокализм рассматриваемых юго-западных вологодских говоров может включать при этом до 12 фонем: /ê/, /е̙/ и противопоставленные по ряду /и̙/ — /ы̙/, /у̘/ — /у/, /ô̘/ — /ô/, /o̘/ — /о/, /a̘/ — /а/. Твёрдые согласные (или полумягкие) произносятся в такой фонетической системе не только перед звуком [ы], но и перед звуком, соответствующим звуку [и] литературного языка, в связи с чем, выступая в одной и той же позиции, эти звуки представляют разные фонемы. Звук на месте /и/ при этом сдвинут в передне-средний ряд — [и̙] (как звук [ɪ] в украинском языке — на письме «и»), а звук на месте /ы/ сдвинут в задний ряд — [ы̙]. Фонемам /а/, /о/ и /у/ противопоставлены фонемы /а̘/, /о̘/ и /у̘/, которые реализуются как дифтонги [е͡а], [е͡о], [и͡у], либо как гласные звуки передне-среднего ряда [а̘], [о̘], [у̘]: [ме͡а]т «мять», [ма]т «мать»; [не͡о]с «нёс», [но]с «нос». Гласные на месте фонем /а̘/, /о̘/ и /у̘/ соответствуют звукам русского литературного языка [•а], [•о], [•у], выступающим в позиции после мягких согласных. Единственным положением, в котором в рассматриваемой фонетической системе возможно смягчение согласных — это позиция перед звуками, реализуемыми на месте фонемы /ê/.

##### Реализация гласных

###### Озакрытое

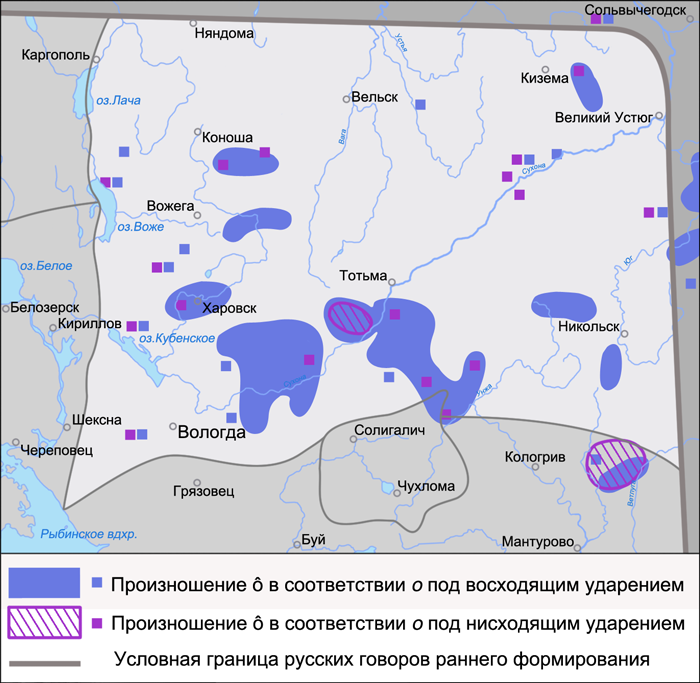
Ареал произношения гласного /ô/ ([ô], [у], [о^{у}], [у^{о}]) под ударением в соответствии о разного происхождения

Произношение гласной ô, изначально возможное только после твёрдых согласных, не встречается в абсолютном начале слова, после гласных, после мягких согласных и отвердевших ш, ж, ц (отдельные случаи произношения ô в позиции после мягких и ш, ж, ц являются следствием аналогических процессов). Также ô не может выступать как рефлекс редуцированных гласных. Помимо этого, реализация ô определяется рядом иных фонетических или грамматических условий, например, ô всегда выступает как вторая гласная в полногласных сочетаниях -оло-, -оро- или как гласная в именных суффиксах и окончаниях -ов. В вологодских говорах в соответствии *о под восходящим ударением гласная /ô/ ([ô], [у], [оу], [уо], [у͡о], [уо]) произносится (как правило, наряду с преобладающим произношением /о/):
- в корнях слов: вор[ố]на, мор[ố]зно, бол[ố]то, к[ố]зы, в[ố]л’а, выс[ố]кий, сн[ô]п, г[у͡о]рки, мн[ố]го, к[ố]шка, на л[у͡о]дках, ох[ố]та, ст[ô]л, жыв[оу]т;
- в окончаниях имён существительных среднего рода в форме именительного и винительного падежей единственного числа: сел[ố], окн[ố], добр[ố], помел[у͡о];
- в окончаниях кратких прилагательных в форме именительного падежа единственного числа и образованных от них наречий: давн[ố], смешн[ố], т’ажел[ố];
- в окончаниях глаголов прошедшего времени: наросл[у͡о], прошл[ố];
- в окончаниях -ов имён существительных мужского рода в форме родительного падежа множественного числа: год[ố]в, двор[ố]в, дом[ố]в;
- в окончаниях имён прилагательных мужского и среднего рода в форме родительного падежа единственного числа: друг[ố]во, шест[ố]во;
- в окончаниях имён прилагательных женского рода в формах родительного, дательного, творительного и предложного падежей единственного числа: у зл[ô]й, к бол’н[ố]й, бол’н[ố]й ногốй, в родн[ố]й;
- в окончаниях имён существительных женского рода в форме творительного падежа единственного числа: стен[ố]й, за вод[ố]й, ног[ố]й.

Произношение ô отмечается в основном в западной и южной частях территории Вологодской группы говоров. За пределами Вологодчины отдельные разрозненные ареалы произношения ô встречаются по всей области распространения севернорусского наречия. Практически полностью отсутствуют подобные ареалы в среднерусских говорах и в говорах южнорусского наречия, за исключением рязанских и оскольских говоров, для которых различение ô и о (наряду с ê и е) является одной из основных черт их диалектных характеристик.
В некоторых вологодских говорах гласная ô ([ô], [у͡о], [у]) может произноситься не только в соответствии *о под восходящим ударением, но и в соответствии *о под нисходящим ударением. Такие говоры встречаются очень редко и произношение ô в них представлено, как правило, единичными примерами: к[ô]рм, мн[ố]го, с[ố]нц’о «солнце», в[ô]лк, пл[ố]хо, нар[ố]с «нарост», кр[у͡о]т, с[у͡о]хн’от «сохнет», г[у͡о]род, м[у͡о]с «мост», б[у]г «бог». Кроме того, существуют редкие говоры, в которых в соответствии *о под восходящим ударением произносится [о͡у] и [оу] (дом[о͡у]й, выс[оу]ко) или, реже, [о͡у] и [оу] произносится в соответствии *о под нисходящим ударением (р[оу]ж, н[оу]ж).

###### Езакрытое

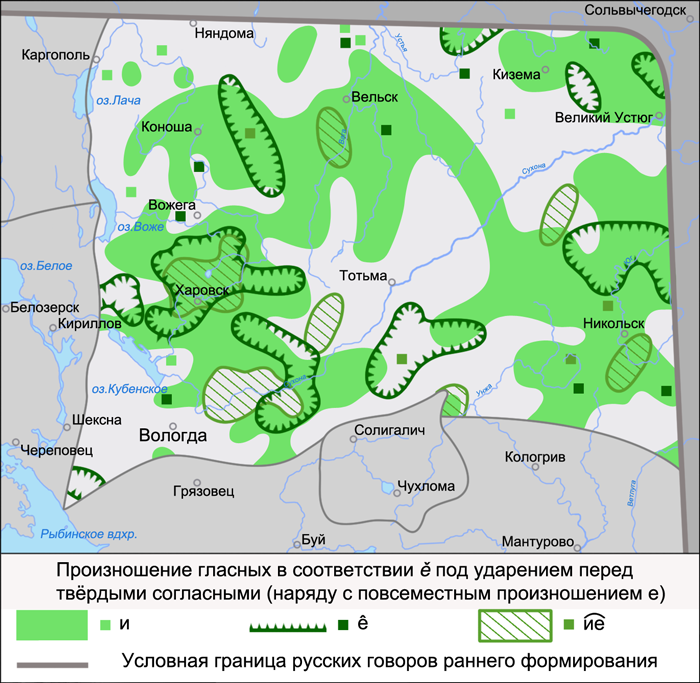
Произношение гласных в соответствии ě перед твёрдыми согласными

Произношение рефлекса *ě возможно только после мягких согласных. Наиболее характерная позиция для рефлекса *ě — перед одиночными твёрдыми согласными и на конце слова. Часто гласный на месте *ě выступает в какой-либо определённой морфеме, например, в окончании -е имён существительных единственного числа 1-го склонения в форме дательного и предложного падежей и имён существительных единственного числа 2-го склонения в форме предложного падежа, в окончании личных и возвратных местоимений единственного числа в форме дательного и предложного падежей, на месте первого гласного суффикса в формах сравнительной степени имён прилагательных и наречий и т. д. В вологодских говорах особое произношение рефлекса *ě перед твёрдыми согласными, распространённое непоследовательно и всегда в сосуществовании с е, представлено гласными ê, и͡е и и:
- в корнях слов: [ли͡е]с, по[ли͡е]но, х[лê]б, [бế]лыйе, [би́]лой, пок[ри́]пце «покрепче» (существует группа слов, в которых ê, и͡е и и употребляется наиболее часто: хлеб, лес, дед, нет, ме́сто, те́сто, хлев, свет, де́вка, се́но, бе́лый, де́ло, обе́д, снег, бе́гать и т. д.);
- в суффиксах глаголов и деепричастий в формах прошедшего времени: си[ди́]ла, за[пи͡е]w «запел», бо[ли́]w «болел», смот[ри́]ла, гл’а[дế]ла, у[мê]w «умел», смот[ри́]вши;

Менее широко распространение и (реже — ê), почти всегда наряду с е, отмечается во флексиях:
- в окончаниях имён существительных женского рода с твёрдой основой в форме дательного и предложного падежей единственного числа: к во[ди́], к же[нế], на во[дế], о же[ни́];
- в окончаниях имён существительных женского рода с мягкой основой и с основой на заднеязычные согласные: по зем[ли́], к зем[ли́], по зем[лế], к зем[лế], на ру[ки́], к ру[ки́], на ру[кế], к ру[кế]; в окончаниях имён существительных мужского рода и среднего рода: на ок[ни́], в меш[ки́], при от[ци́], на сто[ли́];
- в окончаниях местоимений 1-го и 2-го лица, а также возвратных местоимений в форме дательного и предложного падежей единственного числа: м[ни], м[нê], м[ни͡е], те[би́], те[бế], те[би͡е], се[би́], се[бế], се[би͡е];
- в словах две, все, где, везде́: д[ви], в[си], г[ди], вез[ди́], редко — д[вê], д[ви͡е], вс[сê], в[си͡е], г[дê], г[ди͡е], вез[дế], вез[ди͡е].

Сохранение случаев произношения особых гласных на месте этимологической *ě после твёрдых согласных представлено небольшими ареалами по всей территории Вологодской группы говоров, исключая её центральные районы. Гласная и встречается в западных и восточных частях вологодской диалектной территории, а также в районах к северу от Тотьмы. Островные ареалы гласной ê отмечены в западных, южных и восточных окраинах территории группы. Произношение и͡е также отмечается в виде островных ареалов, но преимущественно в западной части вологодской территории. При общем рассеянном распространении формы типа к во[ди́], о же[ни́] чаще встречаются в южной части вологодского диалектного ареала, формы типа по зем[ли́], на ру[ки́], на ок[ни́], на сто[ли́] чаще отмечены в ареале к северо-востоку от Вологды, формы типа м[ни], те[би́], се[би́] шире распространены к западу от линии Коноша — Солигалич.
Произношение гласных ê, и͡е и и перед твёрдыми согласными характерно для всех севернорусских говоров, причём как и рефлекс *ě последовательно реализуется в ладого-тихвинских говорах. Произношение ê известно также рязанским и оскольским говорам, в части которых различаются как ê и е, так и ô и о.

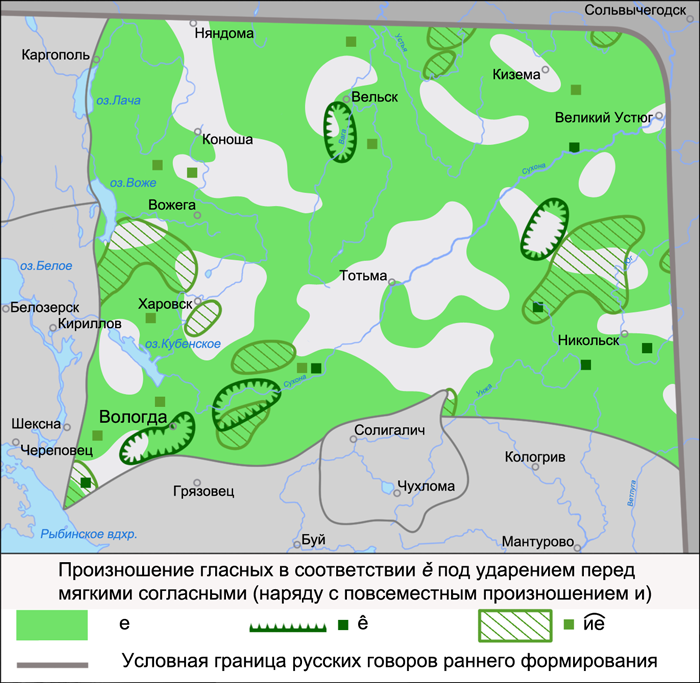
Произношение гласных в соответствии ě перед мягкими согласными

В положении между мягкими согласными под ударением в говорах Вологодской группы повсеместно распространено произношение гласной и ([си́]м’о «семя», ско[ри́]йе «скорее», [ви́]тер, на не[ди́]ли «на неделе»), причём в ряде говоров и отмечается в исключительном распространении. На значительной части вологодского ареала произношение и сосуществует с произношением е. Довольно редко в сосуществовании с и встречается произношение ê и и͡е ([дế]ти, в[ми͡е]с’те), которое почти полностью отсутствует в центральных районах вологодской диалектной территории.
Произношение и (редко ê, и͡е) в соответствии этимологической *ě между мягкими согласными представлено:
- в корнях слов: [ви́н]ик «веник», [пи́с’]ни «песни», [ми́с]ец «месяц», су[си́д’]ам «соседям», в [ли́с]и «в лесу», з[вêр’];
- в суффиксах имён существительных: тер[пи́н’]йа «терпения», вла[ди́н’]йо «владение»;
- в формах глаголов:
  - в инфинитивах и в формах прошедшего времени: ре[ви́т’], смот[ри́т’], жа[ли́т’], пог[ри́т’], за[пи́л]и, сго[ри́л]и, бо[ли́л]и;
  - в формах настоящего времени и в формах повелительного наклонения с основой на -ее-: у[ми́й]у, бо[ли́й]у, по[си́й]ут, ус[пи́й]ете, жа[ли́й], сог[ри́й];
- в формах сравнительной степени: ско[ри́й]е, сы[ри́й]е «сырее».

Гласная и встречается в указанной позиции также в именах собственных: Онд[ри́й], Алек[си́й], Сер[ги́й], Анд[ри́й]евна.
Произношение гласной и между мягкими согласными распространено помимо вологодских говоров повсеместно по всему ареалу севернорусского наречия.
В единичных вологодских говорах, рассеянно распространённых по территории группы, гласная ê ([ê], [и͡е], [е͡и], [и]) может произноситься не только в соответствии *ě, но и в соответствии е из *е, *ь при условии, что перед ней мягкий или отвердевший согласный, а не исконно твёрдый: д[вêр’], [вế]рба, [сê]м «семь», [си͡е]рп, [ви͡е]рх, [де͡ин’], к[ли́в]ер, д[ви́р]и. В некоторых, редко встречающихся говорах, в соответствии этимологическому *ě произносится [е͡и], [еи]: х[ле͡и]б, забо[ле͡и]ла, [де͡и]лай, го[реи]w «горел», [реи]па.
В целом, по мнению С. С. Высотского, относительно устойчивому сохранению закрытых гласных среднего подъёма способствует «общая тенденция артикулирования всего потока
речи со значительной напряжённостью», характерная для части севернорусских говоров, в особенности для вологодских. Такого рода напряжённость распространяется на все ударные гласные, в том числе на гласные монофтонги ô и ê.

###### В соответствиие(из*е,*ь)

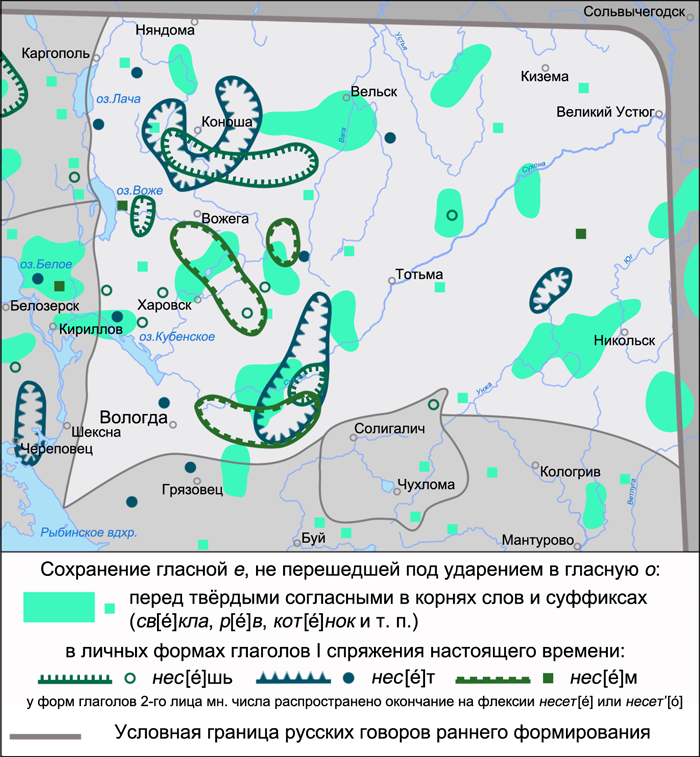
Сохранение гласной е, не перешедшей в о под ударением перед твёрдыми согласными в корнях слов и суффиксах, а также наличие гласной е в личных формах глаголов I спряжения настоящего времениа

В соответствии этимологической /е/ из *е, *ь под ударением после мягких согласных перед твёрдыми произносится гласный [о]: [л’о]н «лён», [н’о]с «нёс», с[в’о́]кла. В редких случаях на месте /е/ может также произноситься гласный [е]: бе[рé]сто, ко[тé]л, бе[рé]за, п[лé]нки. Произношение [е] отмечается также и в том случае, если перед ним не только парный мягкий согласный, но и мягкий или отвердевший шипящий согласный: [жé]лудь, [жé]рнов, ме[жé]й, [чé]рненький, у[чé]ба, ре[шé]тка, у[шé]л, [ш̅é]тка «щётка». Помимо исконно твёрдых согласных после [е] могут находиться также отвердевшие мягкие согласные ([дé]ргать, о[дé]жа, за[мé]рз) и сочетания твёрдого с мягким согласным ([дé]гтем, на се[рé]дке, радиопри[йé]мник). Грамматикализованный случай произношения гласной е, не изменившейся в о, под ударением представлен произношением [е] в формах глаголов I спряжения настоящего времени (всегда наряду с гласной о и чаще всего только в одной из глагольных форм): не[сé]м, не[с’о́]ш, не[с’о́]т или не[с’о́]м, не[сé]ш, не[с’о́]т или не[с’о́]м, не[с’о́]ш, не[сé]т (формы 2-го лица в вологодских говорах всегда безударные: несе[т’о́], несе[тé]).
В соответствии этимологической /е/ из *е, *ь под ударением после мягких согласных перед мягкими произносится [е] — д’[е]н’. Гласный [е] при этом отмечается в вологодских говорах также и в тех случаях, в которых в литературном языке и в других говорах фиксируется переход е в о в результате аналогических процессов: на бе[рé]зе, не[сé]тся, б[рé]вен, зем[лé]й. В сравнении с прочими говорами, сохранившими произношение [е] в подобных случаях, в говорах Вологодской группы отмечается наибольший охват слов с сохранившейся гласной [е].
Гласный [е] из *е, *ь перед твёрдыми согласными представлен в вологодских говорах в следующих морфемах:
- в корнях слов: бе[рé]сто, напе[рé]д, по[вé]л, при[бé]г «прибежал», бе[рé]г «берёг», ве[рé]wками, [Фé]дор, Се[ме́]н, [Пе]тр, [дé]гот’, че[рé]муха, пома[лé]хон’ку, к[ле]н, [ве́]сла, пет’ [де]н «пять дней», ма[те́]рый, ве[се́]лойе, те[не́]та «тенёта (паутина)», ве[де́]рко, [се́]стры, из [те́]плово, [те́]мныйе, с[ве́]кор, под с[те́]клам «под стёклами», [йе́]лка «ёлка», при[не́]с, втро[йе́]м;
- в суффиксах имён существительных: жере[бе́]нок, поро[се́]нок;
- в суффиксах имён прилагательных и причастий: зе[ле́]найа, ва[ре́]ныйе, обне[се́]ны.

Перед мягкими согласными гласный [е] из *е, *ь представлен:
- в корнях слов: на к[лéн]е, ве[се́л]ен’кой, [Ле́н’]а «Лёня», пар[нéц]ек «паренёчек», сту[дéн]ен’кой, ко[лéс]ико, о[вéс]сец’ «овёсец», зас[тéг]иват «застёгивает»;
- в окончаниях:
  - имён существительных женского рода в форме творительного падежа единственного числа: зем[лéй], коноп[лéй];
  - возвратных глаголов в форме 3-го лица единственного числа: не[сéц’]а «несётся», ве[дéц’]а «ведётся»;
  - возвратных глаголов в форме 2-го лица единственного числа: не[се́с’]а «несёшься», п[ре́с’]а «прёшься».

Кроме этого, в вологодских говорах [е] может произноситься в конечном открытом слоге — в окончании глагольных форм 2-го лица множественного числа: нес[ите́], вед[ите́].
Случаи произношения е, не изменившейся в о, перед твёрдыми согласными в корнях и суффиксах слов типа к[ле]н, о[ве]с, с[вé]кла, бе[рé]за, ко[тé]нок фиксируются мелкими ареалами как в вологодском диалектном ареале, так и по территории остальных периферийных русских говоров (исключая говоры в районах Пскова и Новгорода), отсутствуя при этом на территории центральных говоров. Ареал говоров, в которых переход е в о задержался, если учитывать также случаи произношения е перед мягкими и отвердевшими согласными, занимает несколько бо́льшую территорию, чем ареал произношения е только перед твёрдыми согласными. Ударная тематическая гласная е в формах глаголов I спряжения настоящего времени (не[сé]м, не[сé]ш, не[сé]т) встречается в вологодских говорах также в рассеянном распространении и только в западной части территории группы. Подобное рассеянное распространение форм глаголов с ударной е фиксируется в остальных севернорусских говорах. Для говоров южной и юго-западной диалектных зон такие формы глаголов имеют почти исключительное распространение. Формы типа зем[лéй] и не[сéц’]а в большинстве вологодских говоров отмечены в исключительном употреблении, в меньшей части говоров они сосуществуют с формами, в которых произошёл переход е > о: не[сéц’]а и не[с’о́ц’]а. Произношение е в формах типа не[се́с’]а встречается по территории Вологодской группы небольшими ареалами, преимущественно в западной её части. Формы глаголов типа нес[ите́], вед[ите́] широко распространены в северных вологодских говорах, а также в лачских и белозерско-бежецких говорах (в южных вологодских говорах, а также в костромских, владимирско-поволжских и северо-восточных белорусских с частью примыкающих к ним западных южнорусских говоров, этим формам глаголов противопоставлены формы типа нес[ит’о́], вед[ит’о́]).

###### В соответствииа

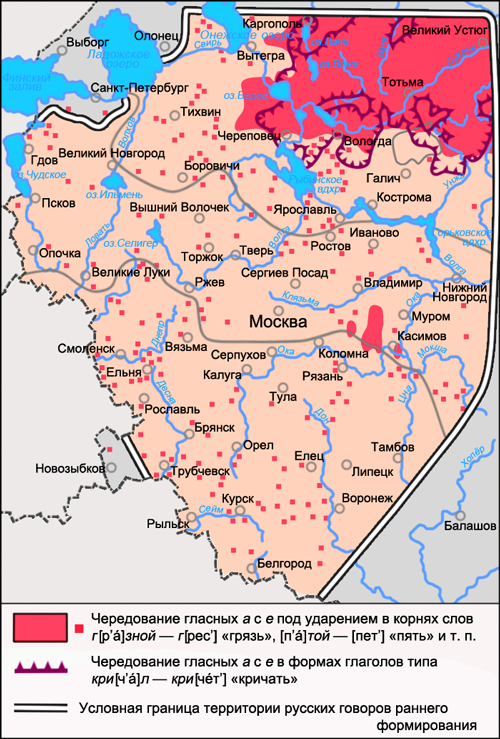
Ареал чередования гласных а с е под ударением в корнях слов и в суффиксах глаголов

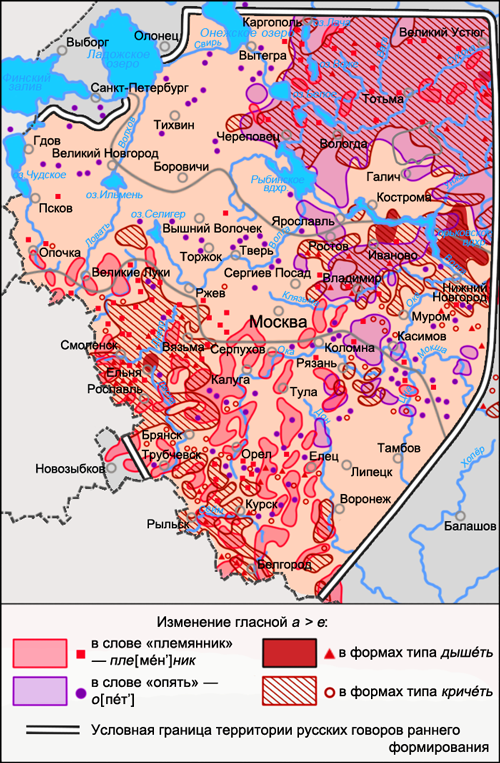
Ареал изменения гласной а в е в словах племя́нник и опя́ть, а также в суффиксах глаголов типа крича́ть и дыша́ть

В соответствии этимологической /а/ после мягких согласных перед твёрдыми в вологодском диалектном ареале произносится гласный [а]: [п’а́]той «пятый». Перед мягкими согласными в соответствии /а/ произносится гласный [е]: [пет’] «пять». Произношение [е] в соответствии /а/ в позиции между мягкими согласными в вологодских говорах не имеет ограничений ни морфологического, ни лексического характера, реализуясь тем самым в неограниченном круге слов: [нéн’]а «няня», гу[лéт’] «гулять», д[нéм]и «днями» и т. д. Таким образом, в говорах Вологодской группы образуется регулярное чередование /а/ с /е/: [п’а́]той — [пет’], в[з’а́]той «взял» — в[зéт’] «взять». При этом чередование гласных может выступать в:
- в корнях слов: г[р’а́]зной — г[рес’] «грязь»;
- в суффиксах личных форм глаголов и форм, образованных от основы прошедшего времени глаголов с инфинитивом на -ать: гу[л’а́]л, гу[л’а́]ла — гу[ле́л]и, гу[ле́й]у, гу[ле́й]еш, гу[ле́й]ет, гу[ле́й]ем, гу[ле́й]ете, гу[ле́й]ут, гу[лéт’];
- в окончаниях имён существительных с мягкой основой в форме творительного падежа множественного числа: гвоз[д’а́]м «гвоздям» — гвоз[де́м]и «гвоздями», ко[н’а́]м «коням» — ко[не́м]и «конями», по[л’а́]м «полям» — по[ле́м]и «полями».

В некоторых вологодских говорах встречаются случаи перехода /е/ (из *а) в /и/, отмечаемые единичными примерами: о[пит’] «опять», [си́д]ет «сядет», [сит’] «сядь», [си́д’]ти «сядьте», гу[ли́й]ет «гуляет», го[ри́ц’]а «горячая», [пит’] «пять», поте[ри́й]у «потеряю», в[зи́л]и «взяли», сто[йи́л]и «стояли», го[ни́й]ут «гоняют», уго[ни́л]и «угоняли», го[ни́л]ис’ «гонялись», прого[ни́л]и «прогоняли». В этих же говорах [и] может произноситься также в соответствии *ě и *е, *ь, чем объясняется возможность появления [и] на месте е любого происхождения.
В ряде вологодских говоров встречаются примеры произношения [е] в соответствии /а/ также и перед твёрдыми согласными. Такие примеры образуют три группы слов и форм:
- сложившиеся по аналогии — гу[ле́]нка «гулянка» (гу[лéт’] — перед мягким согласным), в[зе]л «взял» (в[зéл]и — перед мягким согласным), г[ре́]дка «грядка» (г[ре́д’]йо «грядьё (грядки)» — перед мягким согласным);
- перед сочетанием твёрдого и мягкого согласных — [пе́тн]ица «пятница», по[ме́кч’]е «помягче», о[зе́бл]и «озябли»;
- перед твёрдыми шипящими согласными — раз[ве́ж]ется «развяжется», к[ре́ш] «кряж».

Исключением из правила произношения [е] между мягкими согласными в соответствии /а/ являются формы сравнительной степени прилагательных: ско[р’ай]е «скорее», теп[л’ай]е «теплее», бе[л’ай]е «белее».
Чередование /а/ с /е/, реализуемое без каких-либо ограничений, помимо Вологодской группы говоров встречается также в рязанских мещёрских говорах и в говорах Архангельской (Поморской) группы. Наиболее последовательно данное чередование в вологодском диалектном ареале отмечается в районе Никольска и в районе, расположенном к юго-востоку от Тотьмы. В остальных говорах произношение [е] на месте *а может в разной степени сосуществовать с произношением [а]. В окончаниях имён существительных с мягкой основой в форме творительного падежа множественного числа чередование /а/ с /е/ ограничивается только северной частью территории Вологодской группы, в которой отсутствует совпадение именных форм дательного и творительного падежей: к ко[н’а́]м «к коням» — за ко[не́м]и «за конями» (в северных говорах); к ко[н’а́]м — за ко[н’а́]м (в южных говорах). Последовательно в вологодских говорах чередование /а/ с /е/ реализуется в основах инфинитивов глаголов II спряжения типа кри[че́т’], ды[ше́т’] (как морфологизованные случаи такие формы распространены с разной степенью последовательности в восточных среднерусских, в южнорусских и северо-восточных белорусских говорах) и в словоформе о[пе́т’] (как лексикализованный случай данная словоформа распространена рассеянными ареалами в восточных среднерусских и в восточных южнорусских говорах). Вместе с тем словоформа пле[ме́н’]ник, достаточно часто встречающаяся в южнорусских говорах, в вологодском ареале представлена в незначительной части говоров, что может быть связано с происхождением этого слова от основы племен-.

#### Безударный

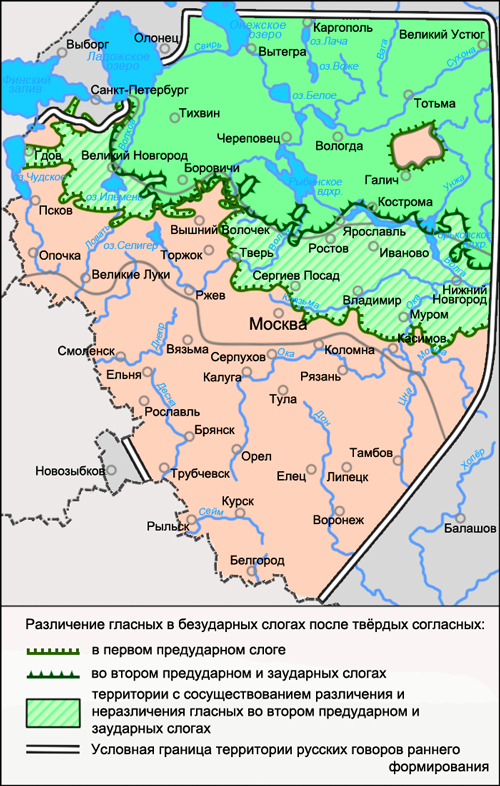
Ареал различения гласных в предударных и заударных слогах после твёрдых согласных

Диалектные различия, связанные с реализацией гласных в безударном положении, затрагивают только часть системы вокализма, которая включает гласные неверхнего подъёма /о/, /е/ и /а/. Фонемы /у/, /и/, /ô/ и /ê/ в схемах безударного вокализма не рассматриваются. Гласные верхнего подъёма /у/ и /и/ в безударном положении всегда различаются, то есть /у/ в большинстве случаев реализуется как [у], а /и/ — как [и] (после мягких согласных) или как [ы] (после твёрдых согласных). Гласные средне-верхнего подъёма /ô/ и /ê/ в безударном положении не имеют своих особых реализаций — /ô/ в безударных слогах совпадает с /о/, а /ê/, отмечаемая только после мягких согласных, совпадает с /е/ или /и/.
Реализация гласных неверхнего подъёма /о/, /е/ и /а/ в окающих говорах зависит от их положения по отношению к ударному гласному (в первом предударном слоге, во втором предударном слоге, в заударном слоге), от позиции в слове по отношению к соседним согласным (после или перед мягкими или твёрдыми согласными), от типа конечного слога (в открытом или закрытом конечном слоге) и т. п. Различают две основные позиции безударных гласных. В первой из них, после парных твёрдых согласных, диалектные различия касаются произношения гласных в соответствии /о/ и /а/ (гласная /е/ после парных твёрдых согласных не встречается, если не считать недавних заимствованных слов). Во второй, после мягких согласных, в дополнении к произношению гласных на месте /о/ и /а/ рассматривается реализация гласных в соответствии /е/. С этимологической точки зрения /о/, /е/ и /а/ после мягких согласных являются рефлексами *е/*ь, *ě и *а. Различаемые гласные обозначаются при этом схемами типа е — е — а, е/о — е — а, е/и — и/е — е и т. п. (вторым гласным после косой черты обозначается менее распространённый гласный, сосуществующий с шире распространённым, первым гласным).
Важнейшей чертой безударного вокализма вологодских говоров является оканье в широком смысле — полное или частичное различение гласных неверхнего подъёма /о/, /е/, /а/ во всех безударных слогах. Эта диалектная черта объединяет Вологодскую группу говоров со всеми остальными говорами севернорусского наречия. Оканье, часто встречающееся в речевом потоке говорящих, представляет собой одну из наиболее ярких фонетических характеристик, которая противопоставляется аканью литературного языка и южнорусских говоров (а также говоров южного среднерусского пояса).

##### После твёрдых согласных

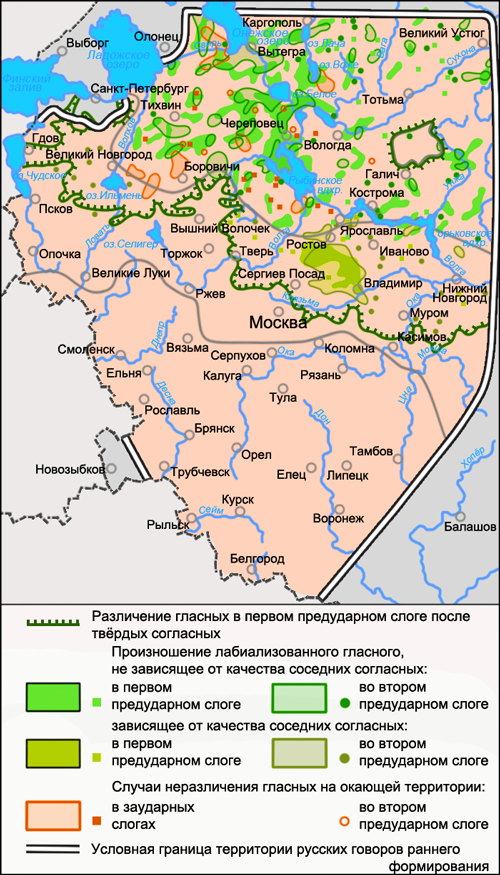
Произношение лабиализованных гласных и случаев неразличения гласных в русских окающих говорах

После парных твёрдых согласных в первом предударном слоге в вологодских говорах в соответствии /о/ произносится [о], а в соответствии /а/ произносится [а] (такое различение гласных называется оканьем в узком смысле). Безо всяких исключений различаются гласные, представленные при словоизменении в пределах одной морфемы как в безударной позиции, так и под ударением: в[о́]ды — в[о]да́ (в[оу]да́), д[о]м — д[о]ма́ (д[оу]ма́), тр[а́]вы — тр[а]ва́. Также регулярный характер в вологодских говорах имеет различение гласных во втором предударном слоге: г[о́]ловы — г[о]лова́, г[о]вори́ть, д[а]л’око́. Неударные слоги во всех случаях в окающих говорах противопоставляются ударному в меньшей степени, чем в акающих говорах. Произношение [о] отмечается во всех предударных слогах с этимологическим /о/, в том числе и в тех случаях, в которых в литературном языке установилось правописание графемы а: р[о]сска́з, р[о]бо́та, р[о]сти́, ст[о]ка́н и т. п.
Как и в остальных севернорусских говорах в вологодских могут отмечаться отклонения от различения гласных в отдельных словах, не влияющие на систему оканья в целом. Лексикализованные случаи произношения [о] в соответствии /а/ и [а] в соответствии /о/ характеризуют говоры территориально разрозненных населённых пунктов, которые распространены по всему ареалу Вологодской группы говоров. Колебания в различении или неразличении гласных затрагивают группу исконных слов, в которой этимологически оправданным было бы /о/ (кр[о]пи́ва — кр[а]пи́ва), или исконные слова с этимологическим /а/ (тр[о]ва́ — тр[а]ва́, к[о]пу́ста — к[а]пу́ста), или случаи, когда колебание /о/ и /а/ в исконных словах оправдано с этимологической точки зрения и отражено по славянским языкам (г[о]ра́зд — г[а]ра́зд, тв[о]ро́г — тв[а]ро́г). Колебание в употреблении /о/ и /а/ отмечается по говорам также в словах, заимствованных из соседних русских диалектов и литературного языка (часто вместе с распространением новых реалий): к[а]нфе́та, к[а]раси́н «керосин», к[а]мба́йн или с[о]ра́й, к[о]фта́н, т[о]ре́лка.
При различении гласных в предударных слогах помимо гласного среднего или средне-нижнего подъёма и средней степени лабиализации [о] (обозначаемого как [o̞] и [ɔ] в МФА) могут выступать и другие гласные звуки, независимо от их фонетического окружения и каких-либо иных условий. В первую очередь, таким гласным является закрытое о (или ô), выступающее как звук [ọ] (в МФА — [o]), более высокий по подъёму и сильнее лабиализованный, чем [о] (по говорам закрытое ô может иногда производить на слух впечатление полного совпадения с гласным [у]). Кроме того, ô нередко реализуется как дифтонгоид [оу]: в[ọ]да́, н[ọ]га́, д[ọ]ма́ или в[оу]да́, н[оу]га́, д[оу]ма́. Территория, на которой распространено подобное различение гласных в первом предударном слоге, представляет собой разрозненные островные ареалы в северной части Вологодчины. Ещё реже распространена лабиализация и повышение подъёма /о/ во втором предударном слоге. В ряде говоров, как правило, единичных, могут также встречаться типы различения с иными по качеству гласными, в том числе и в соответствии /а/. Такие типы отмечаются почти всегда только в первом предударном слоге. Так, в говорах трёх вологодских сёл на месте /о/ может произноситься более открытый гласный с пониженной лабиализацией [оа]; в говорах 11 вологодских сёл отмечен тип различения, при котором на месте /о/ произносится [о], а на месте /а/ — [ъ]: г[о]вори́ть — н[ъ]руби́ть; в говорах 7 вологодских сёл, напротив, на месте /а/ произносится [а], а на месте /о/ — [ъ].
В заударных слогах после парных твёрдых согласных в вологодских говорах также повсеместно в соответствии /о/ произносится [о], а в соответствии /а/ произносится [а]. Это относится и к неконечным слогам, и к конечным закрытым слогам, и к конечным открытым слогам: в го́р[о]де, го́р[о]д, на́д[о]. Совпадение заударных гласных в [а] или [ъ] отмечено в единичных говорах, небольшой ареал такого совпадения отмечен в говорах к юго-востоку от озера Воже. Различение гласных в заударных слогах отражено в наиболее последовательном распространении в вологодских говорах в сравнении с прочими окающими говорами таких явлений грамматического характера, как склонение существительных с суффиксами -ушк, -ишк по типу слов мужского — среднего рода (дếдушк[о], дếдушк[а], дếдушк[у], дếдушк[о], дếдушк[ом], о дếдушк[е]); наличие безударного окончания -а в формах именительного падежа множественного числа существительных среднего рода с твёрдой основой (п’а́тн[а], о́кн[а]) и различение безударных окончаний 3-го лица множественного числа глаголов I и II спряжения (па́ш[ут], про́с’[ат]).
В целом вокализм вологодских говоров после парных твёрдых согласных в безударных слогах не отличается от типов вокализма всех остальных севернорусских говоров. Все особенности вологодского вокализма имеют частный характер и сводятся к меньшей интенсивности в лабиализации предударных слогов и к более последовательному различению гласных в заударных слогах.

##### После мягких согласных
В соответствии гласному е (из е, ь) после мягких перед твёрдыми согласными в первом предударном слоге чаще всего произносится [е]. В западной части вологодского ареала и разреженно в восточной части наряду с [е] также может произноситься [о]: н[е]су́, в[е]ду́т и н’[о]су́, в’[о]ду́т. Развитие [и] на месте е характерно для единичных говоров, рассеянных по всей территории Вологодской группы. Реализация е как [е] является для вологодских говоров исконным типом произношения, а реализация как [о] относится к поздним по происхождению явлениям.

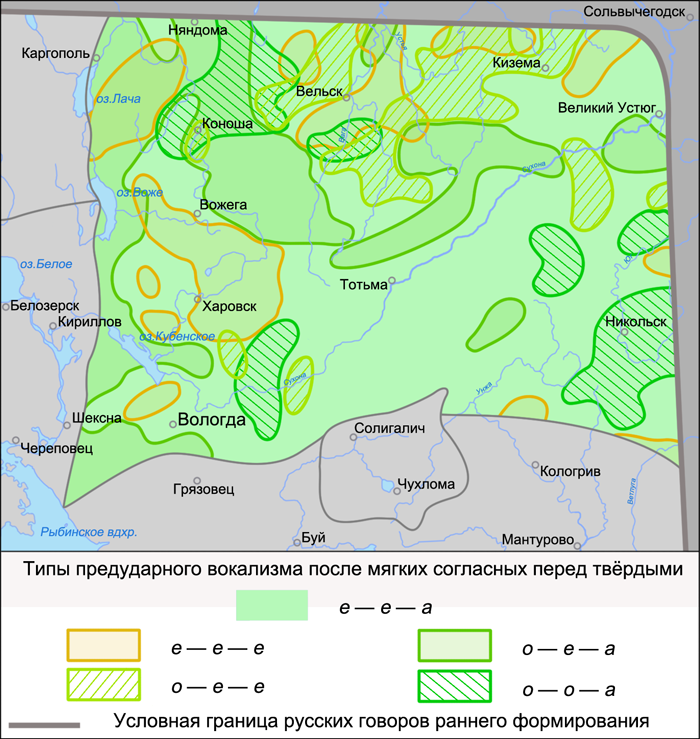
Распространение типов предударного вокализма после мягких согласных перед твёрдыми

В соответствии этимологической гласной ě после мягких перед твёрдыми согласными повсеместно распространено произношение [е]: р[е]ка́, в[е]дро́. На некоторых территориях (в районе Никольска и к северу от него, к востоку от Вологды, а также на северо-западе ареала Вологодской группы говоров) произношение [е] сосуществует с произношением [о] (р’[о]ка́, в’[о]дро́). Как правило, в этих же говорах [о] произносится на месте е. Повсеместно [о] наряду с [е] отмечено в словах дева́ть, одева́ть, поспева́ть, ведро́, пету́х, секу́т, цветы, река́, седо́й ([о] в данном ареале часто реализуется и в ударных слогах: од’[о́]жа, в’[о́]дра, цв’[о́]л, с’[о́]к). Вероятнее всего, в говорах с произношением [о] переходу ě в о предшествовало совпадение ě с е: ě > е > о. В единичных вологодских говорах в предударном слоге на месте ě наряду с [о] и [е] может также произноситься гласный [и]. Произношение [и] в этих говорах также отмечено на месте ě под ударением перед твёрдыми согласными.
В соответствии гласной а после мягких перед твёрдыми согласными в первом предударном слоге произносится [а]: пр’[а]ду́, п’[а]то́к «пяток». В вологодских говорах, имеющих редкое рассеянное распространение по всему вологодскому ареалу, наряду с [а] встречается произношение [е] (чаще всего в отдельных словах или группах слов): пр[е]ду́. В единичных говорах наряду с [а] может произноситься [о]: пр’[о]ма́йа «прямая», пл’[о]са́т «пляшет». В единичных говорах южной части вологодского диалектного ареала известно произношение [и] в сосуществовании с [а]: пр[и]ма́йа, п[и]ток.
Наиболее распространённой схемой безударного вокализма после мягких перед твёрдыми согласными является е — е — а, то есть на территории Вологодской группы говоров повсеместно в указанной позиции различаются две гласные е и а. Если учитывать колебания в произношении, то по говорам встречаются также такие схемы, как е/о — е — а, е/о — е/о — а и е/о — е/о — е/а. Характерной особенностью говоров с колебаниями в произношении является их распространение преимущественно на окраинах ареала Вологодской группы говоров.
В соответствии /о/ (из е, ь) после мягких перед мягкими согласными в первом предударном слоге произносится [е]. Как, правило, только в отдельных словах в соответствии /о/ может произноситься гласный [и] — говоры с таким произношением известны по всему ареалу Вологодской группы говоров.
В соответствии /е/ (из ě) после мягких перед мягкими согласными отмечается произношение [е]. В ряде говоров, распространённых в основном в западной части вологодского ареала и в районе Тотьмы, произношение [е] сосуществует с произношением [и]. В восточных вологодских говорах произношение [и] встречается в единичных говорах и нередко представлено единичными примерами.

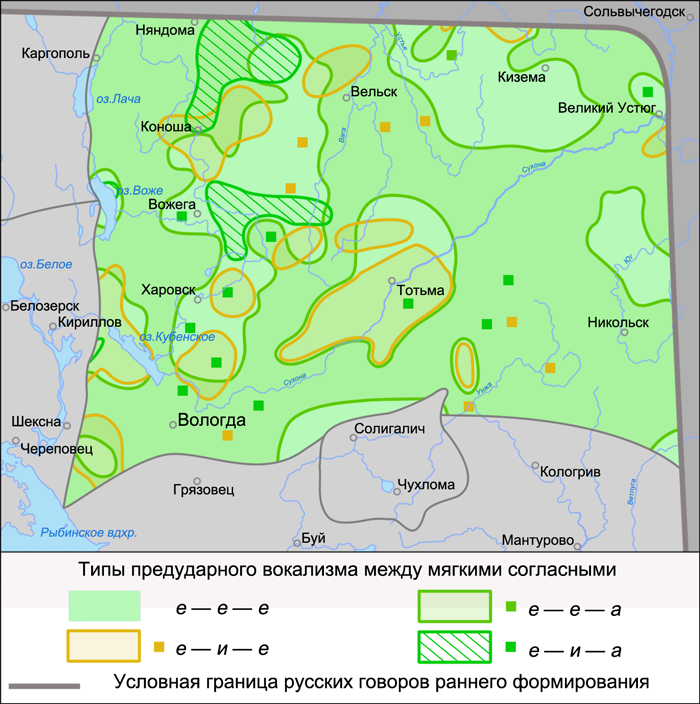
Распространение типов предударного вокализма между мягкими согласными

В соответствии /а/ во всех вологодских говорах так же, как и в позиции под ударением, отмечается произношение [е]: пр[е]ди́ «пряди», без п[е]ти́ «без пяти» (так же, как пр[е]с’т’ «прясть», п[е]т’ «пять»). При этом образуются чередования /а/ с /е/ в позициях перед твёрдыми и мягкими согласными: [п’а]то́к — без [пе́т]и. В значительной части говоров произношение [е] между мягкими согласными сосуществует с произношением [а], но произношение [е] в них зачастую является преобладающим. Отмечается ряд территорий, в частности, в районе Тотьмы и к северо-западу от неё, в которых [е] зафиксирован в исключительном распространении. Гласный [и] на месте /а/ характерен для единичных вологодских говоров, в которых отмечается, как правило, в отдельных словах.
Преобладающей схемой безударного вокализма после мягких перед мягкими согласными в вологодских говорах является е — е — е — полное совпадение всех гласных в позиции между мягкими согласными в гласной е. В разных частях ареала Вологодской группы говоров с учётом колебаний в произношении представлены также такие схемы, сосуществующие с основной, как е — е — е/а, е — е/и — е, е — е/и — е/а, е/и — е — е/а и е/и — и — а. Наибольшее распространение получил тип с сосуществованием гласных [е] и [а] на месте /а/ (е — е — е/а), отмечаемый на значительной части, но не на всей территории распространения вологодских говоров. Остальные типы произношения, для которых характерно колебание в реализации гласного на месте /е/ ([е] или [и]), локализованы в основном в западных районах Вологодчины. Отчасти распространение таких типов территориально совпадает с ареалом ě > и под ударением.
Меньшая последовательность в распространении [о] на месте е перед твёрдыми согласными (н’[о]слá и н[е]слá) объединяет вологодские с архангельскими, костромскими, лачскими, онежскими, белозерско-бежецкими и тверскими говорами. В ладого-тихвинских, новгородских и владимирско-поволжских (без тверских) говорах гласный [о] в этой позиции распространён, как правило, повсеместно и последовательно. Изменение ě > [и] между мягкими согласными (р’[и]ки́) при отсутствии этого изменения перед твёрдыми (р[е]кá) объединяет говоры Вологодской группы с говорами Костромской и Онежской групп, а также с белозерскими говорами, и противопоставляет их говорам Ладого-Тихвинской группы и лачским говорам, в которых [и] отмечается как перед мягкими, так и перед твёрдыми согласными, и говорам Архангельской и Владимирско-Поволжской групп, а также новгородским и бежецкими говорам, в которых на месте ě в любой позиции развился гласный [е] (или [о] перед твёрдыми согласными во владимирско-поволжских говорах). По изменению а > [е] только между мягкими согласными (п’[е]ти́, п’[а]тáк) вологодские говоры схожи с частью архангельских говоров и белозерскими говорами. Им противостоят костромские и бежецкие говоры с другой частью архангельских говоров, в которых гласная а перешла в [е] как перед мягкими, так и перед твёрдыми согласными, а также ладого-тихвинские, онежские, лачские, новгородские и владимирско-поволжские говоры, в которых на месте а произносится [а] в любой позиции.
В заударном положении после мягких согласных перед твёрдыми согласными в вологодских говорах наряду с [е] широко распространено произношение [о], называемое заударным ёканьем. Реализация гласного [о] при этом ограничена определёнными морфемами и отчасти зависит от открытости / закрытости заударного слога. Так, [о] произносится в конечных и неконечных закрытых слогах в корнях слов, в суффиксах причастий и в окончаниях имён существительных и глаголов: о́з’[о]ро, ку́пл’[о]н, ка́мн’[о]м, де́н’[о]г, вы́н’[о]с, бу́д’[о]т; в конечном открытом слоге в окончаниях имён существительных и прилагательных среднего рода в форме именительного падежа единственного числа: мо́р’[о], бол’шо́й[о], си́н’ой[о].
Для остальных случаев реализации гласных в соответствии /е/ в заударных слогах характерны территориальные различия. Так, в южной части вологодского ареала произношение [о] наряду с [е] характерно для заударных конечных закрытых слогов перед мягкими согласными во флексиях имён существительных в форме творительного падежа единственного числа и во флексиях имён прилагательных в формах косвенных падежей: йа́бло[н’о]й, дере́в[н’о]й, о си́[н’о]й; в конечном открытом слоге глаголов в форме 2-го лица множественного числа и в форме повелительного наклонения: иди́[т’о], зна́и[т’о]; в конечном открытом слоге имён прилагательных в форме именительного падежа множественного числа: кра́сны[йо], молодэ́[йо], бол’шы́[йо]. В северной части вологодского ареала в указанных позициях распространено произношение [е]: йа́бло[не]й, о си́[не]й, иди́[те], кра́сны[йе]. Произношение [о] при этом связывает южные вологодские говоры с костромскими говорами, а произношение [е] — со всеми говорами севернорусского наречия, за исключением костромских. Во многом разделение территории вологодской группы на два ареала по сходству безударного вокализма заударных слогов соответствует случаям противопоставления форм с ударением: коноп[л’о́]й, иди[т’о́] — на юге и коноп[л’е́]й, иди[те́] — на севере.

### Консонантизм

#### Заднеязычные согласные

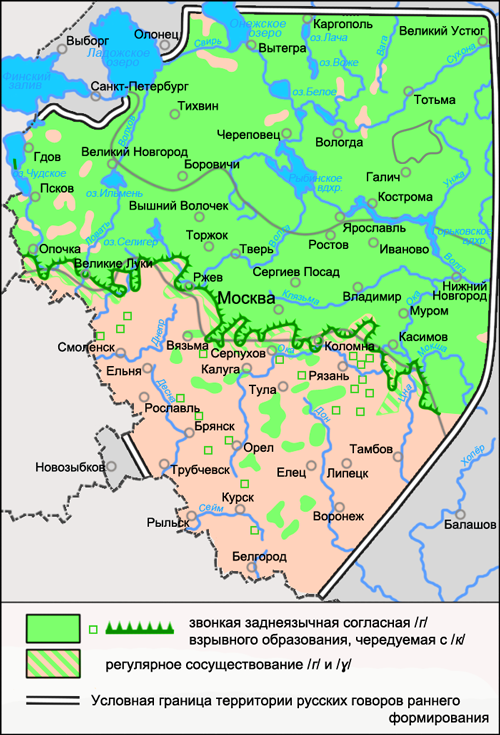
Область распространения согласной /г/ взрывного образования

В говорах Вологодской группы сохраняется архаический тип произношения звонкой заднеязычной согласной фонемы /г/ смычного (взрывного) образования с чередованием её с к в конце слога и слова: [г]ора́, но[г]а́, л’а́[г]у — у но[к], ул’о́[к]с’а. Распространение согласной /г/ объединяет вологодскую консонантную систему с системами согласных севернорусских и среднерусских говоров, противостоящих системе согласных южнорусского типа с преобладающим произношением фрикативной велярной /ɣ/ (реже — глоттальной /ɦ/).
Как и в других севернорусских говорах произношение фрикативной /ɣ/ в вологодском диалектном ареале может отмечаться только в отдельных словах:
- церковно-книжного происхождения — бо́[ɣ]а — бо[х], убо́[ɣ]а — убо[х], бла́[ɣ]о — бла[х], [ɣ]оспо́д’;
- в звукоподражательных словах и междометиях — [ɣ]у́кает, ре[ɣ]о́чет, [ɣ]о[ɣ]о́чет, [ɣ]у́мчит, а[ɣ]а́, о[ɣ]о́;
- в некоторых словах, заимствуемых из литературного языка, по аналогии со словами церковно-религиозного обихода — бри[ɣ]а́да, бри[ɣ]ади́р, [ɣ]еро́й (или [й]еро́й), [ɣ]ерма́нийа (или [й]ерма́нийа).

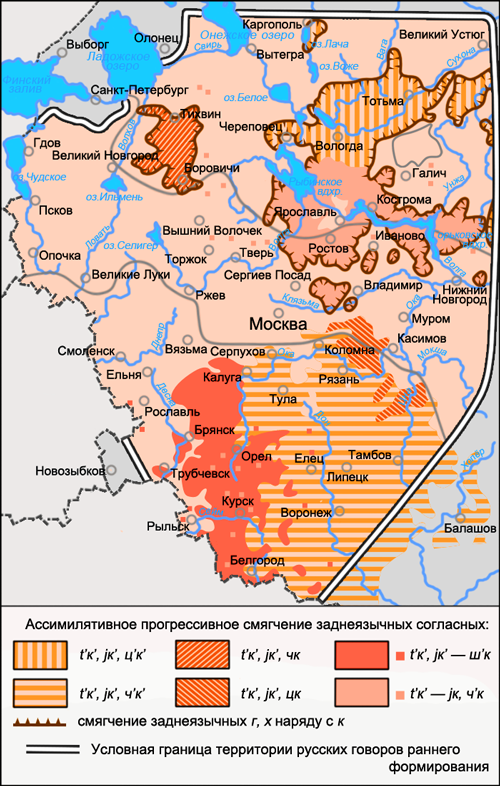
Область распространения ассимилятивного прогрессивного смягчения заднеязычных

В вологодском диалектном ареале известно такое явление, как ассимилятивное прогрессивное смягчение заднеязычных согласных к, г, х в положении после парных мягких согласных, /j/ и /ц’/: ба́[н’к’а] «банька», Ва́[н’к’а], де́ву[ш’к’а], ча[й’к’у́] «чайку», ру́[ц’к’а], или ру́[ч’к’а] «ручка» — в говорах с различением аффрикат или с их совпадением в /ч’/, де[н’г’а́]ми «деньгами», о[л’х’а́] «ольха». Данное явление распространено в южной части ареала Вологодской группы говоров и граничит с территорией распространения смягчения заднеязычных в костромских и владимирско-поволжских говорах.
Основную часть словоформ, в которых наблюдается ассимилятивное прогрессивное смягчение, составляют словоформы с заднеязычной к. Примеры со смягчением г и х являются единичными, поскольку сочетания парных мягких согласных, /j/ и /ц’/ с этими заднеязычными встречаются в словарном составе говоров очень редко. Круг подобных слов ограничивается следующими примерами: О́[л’г’а́], де[н’г’а́]ми «деньгами», о[л’х’а́] «ольха» и, в случае, если в рассматриваемой позиции в говоре произносится мягкий /р’/, словоформы коче[р’г’а́] «кочерга», де́[р’г’а]т’ «дёргать», четве[р’г’а́] «четверга», ве[р’х’] «верх», све́[р’х’у́] «сверху», наве́[р’х’у́] «наверху».
В ряде случаев смягчение заднеязычной к распространяется на именные суффиксы -к- после твёрдых шипящих и после твёрдых парных согласных: руба́[шк’а], ко́[шк’а], ло́[шк’а] «ложка», насе́[тк’а] «наседка», Ве́[рк’а], в’аза[нк’а], корзи́[нк’а] при одновременно сохраняющемся произношении твёрдой к в тех же позициях в других словах. Как правило, суффикс -к- смягчается после твёрдых согласных в тех словах, которые имеют параллели со словами со смягчением после мягких согласных, например, в уменьшительных именах собственных: Ма́[н’к’а] и Ни́[нк’а].
В говорах, распространённых в районе Тотьмы, смягчение заднеязычных не наблюдается после /ц’/, что, возможно, свидетельствует о протекающем в этих говорах процессе замены одной модели смягчения на другую.
Ассимилятивное прогрессивное смягчение заднеязычных помимо южных вологодских говоров сравнительно широко распространено в значительной части диалектных объединений русского языка. В положении после парных мягких согласных и /j/ смягчение заднеязычной к встречается в говорах юго-восточной диалектной зоны (в говорах Курско-Орловской группы к смягчается только в позиции после парных мягких согласных и /j/ при отсутствии смягчения после /ш’/, выступающей на месте литературной /ч’/; в говорах Рязанской группы и межзональных говорах Б смягчение к отмечается после парных мягких согласных, /j/ и /ч’/). В говорах Донской группы как и в курско-орловских к смягчается только после парных мягких согласных и /j/. Не смягчаются заднеязычные в позиции после согласной, соответствующей /ч’/ литературного языка, также в говорах с твёрдым цоканьем (в восточных среднерусских говорах отдела Б и в рязанских мещёрских говорах), а также в севернорусских говорах с твёрдым /ч/ (в районах Тихвина и Боровичей). В говорах Костромской группы и северной части Владимирско-Поволжской группы смягчение к, г, х отмечается после парных мягких согласных при отсутствии смягчения после /ч’/ и /j/. Среди всех перечисленных говоров наиболее последовательно, лексически неограниченно ассимилятивное прогрессивное смягчение заднеязычных реализуется и устойчиво сохраняется только в южных вологодских и рязанских говорах.

#### Губные согласные
Для значительной части вологодских говоров характерно употребление особого комплекса губных спирантов, при котором губно-зубной [в] произносится перед гласными, чередуясь (факультативно) с губно-губным [w] в конце слова и слога: тра[в]а́ — тра́[w]ка/тра́[ф]ка, тра[w]/тра[ф]; [в]ода́; [в]оз’ми́; пра́[w]да/пра́[в]да; [w]дова́/[в]дова́; [w]торо́й/[ф]торо́й; ла́[w]ка/ла́[ф]ка; дро[w]/дро[ф]; коро́[w]/коро́[ф]. Губно-губной лабиовелярный звук [w] северо-восточного типа схож по звучанию со звуком [ў] юго-западных русских говоров и белорусского языка, на слух они почти не различаются, [ў] при этом является чуть более вокальным и огублённым, чем [w].
Колебание в употреблении губных /w/ или /в/ наиболее часто отмечается в позиции середины слова перед глухими согласными. Замена в на у или у на в в начале слова, а также употребление предлога ув — уво, характерных для юго-западных русских говоров, в вологодских говорах не встречается.
В говорах, знающих чередование губных спирантов [в] — [w], в заимствованных словах чаще всего встречаются фонемы /ф/ и /ф’/. В некоторых говорах ф в заимствованиях может заменяться на [х], [хв] (единично — на [п]): [Хв]или́пп «Филипп», [Х]или́пп или очень редко [П]или́пп. В ряде вологодских говоров отмечено произношение ф на месте хв, х: [ф]ост, [ф]ата́т’, [ф]аста́т’.
Наиболее последовательно чередование губных спирантов [в] — [w] отмечается в западных вологодских говорах, в центральных и восточных оно представлено в виде разрозненных ареалов на территории с исключительным распространением чередования [в] — [ф]. Тем не менее, чередование [в] — [w] в вологодских говорах распространено намного интенсивнее, чем во всех остальных говорах новгородского происхождения. Случаи замены ф на [х], [хв] и произношение ф на месте хв, х встречаются в говорах, занимающих небольшой ареал на северо-западной части вологодской диалектной территории. Случаи замены ф на [п] отмечены всего лишь в трёх населённых пунктах. Чередование фонем /в/ с /w/ и /х/ в слабой позиции, замена /ф/ на х, хв и произношение [ф] в соответствии сочетанию хв широко распространены в белозерско-бежецких говорах. Подобный комплекс губных спирантов характерен для мещёрских говоров и для говоров юго-западной диалектной зоны.
Для значительной части вологодских говоров характерна ассимиляция по назальности бм > мм на стыке морфем в слове (приставки и корня): о[мм]а́н, о[мм]е́р’ал, о[мм]ен’а́т’, о[мм]е́н, о[мм]оро́зил, о[мм]а́н, о[мм]а́зал, о[мм]оло́тит, о́[мм]орок, и на стыке предлога об с началом слова: о[мм]а́ме «об маме». Одновременно с этим в вологодских говорах почти полностью отсутствует часто сопутствующая данному явлению ассимиляция дн > нн (о[нн]а́ «одна»).
Ассимиляция по назальности бм > мм в отличие от остальных говоров севернорусского наречия, на вологодской диалектной территории распространена непоследовательно, отсутствуя в тех или иных её частях. Помимо севернорусских говоров ассимиляция в сочетании бм известна западным среднерусским говорам и примыкающим к ним южнорусских говорам. Отчасти данное явление встречается в ряде говоров белорусского языка.
В части вологодских говоров известно такое явление, как отвердение губных согласных в конце слова: го́лу[п] «голубь», кро[ф] «кровь», се[м] «семь», це[п] «цепь». Произношение твёрдых губных в позиции конца слова относится к явлениям западно-северной локализации и охватывает бо́льшую часть русских говоров раннего заселения, включая все говоры севернорусского наречия и все говоры западной диалектной зоны. Кроме того, это явление известно говорам белорусского и украинского языков. На вологодской диалектной территории произношение твёрдых губных имеет особый характер распространения. В исключительном употреблении эта языковая черта присуща меньшей части вологодских говоров, чаще она встречается в сосуществрвании с различением в произношении мягких и твёрдых губных (кро[ф’] «кровь» и кро[ф] «кров»). Имеются в вологодском ареале также и значительные по охвату территории, на которых отмечено исключительное распространение различения мягких и твёрдых губных. В целом исключительное или преимущественное употребление твёрдых губных характерно для южных вологодских говоров.
В части вологодских говоров известно произношение носовой губной согласной м на месте в в словоформе внук — [м]нук.

#### Среднеязычная согласнаяj
Общесевернорусское отсутствие среднеязычной /j/ в интервокальном положении в вологодских говорах часто сосуществует с его наличием. Выпадение /j/ с последующими ассимиляцией и стяжением в возникающих при этом сочетаниях гласных с разной степенью последовательности характерно для личных форм глаголов с сочетаниями -а́jе-, -аjе-, -еjе-, -оjе-, -уjе- (дếл[аэ]т, дếл[аа]т, дếл[а]т; зн[а́э]т, зн[а́а]т, зн[а́]т; ум[е́э]т, ум[е́]т; м[о́э]т, м[о́]т), а также для прилагательных и местоимений (но́в[аа], но́в[а]; молод[а́а], молод[а́]; но́в[уу], но́в[у]; молод[у́у], молод[у́]; но́в[ы]; молод[ы́]).
Сосуществование форм с сохранением /j/ (зн[а́йе]т, но́в[айа]), с выпадением /j/ без ассимиляции (зн[а́э]т), с выпадением /j/ с ассимиляцией без стяжения (зн[а́а]т, но́в[аа]), с выпадением /j/ с ассимиляцией и стяжением (зн[а]т, но́в[а]), отражают в вологодских говорах разные этапы перехода к утрате согласной /j/.
Выпадение /j/, ассимиляция и стяжение гласных в образуемых сочетаниях чаще отмечаются в формах глаголов с -а́jе-, -аjе- и очень редко встречаются в формах с -еjе-, -оjе-, -уjе-.
Наиболее распространённая глагольная форма со стяжением в ударном сочетании -а́jе- типа зн[а]т известна повсеместно, но в исключительном употреблении встречается только на периферийных частях вологодской диалектной территории. Форма типа зн[а́э]т чаще встречается в западных вологодских говорах. Равноправное сосуществование форм типа зн[а́э]т и зн[а́а]т характерно для восточных вологодских говоров. Форма с сохранением /j/ типа зн[а́йе]т известна в исключительном распространении в центральных районах вологодской территории. Глагольные формы с выпадением /j/, ассимиляцией и стяжением в безударном сочетании -аjе- типа ду́м[аэ]т, ду́м[аа]т и ду́м[а]т распространены на периферийных частях ареала Вологодской группы, причём наиболее последовательно в северной части. Форма типа дум[а́йе]т известна в большинстве вологодских говоров, в исключительном распространении эта форма известна преимущественно в центральных районах вологодской диалектной территории. Ареалы со стяжением в сочетаниях -а́jе- и -аjе-, как правило, не совпадают друг с другом.
Область распространения глагольных форм с выпадением /j/ в сочетаниях -еjе-, -оjе-, -уjе- представляет собой разрозненные ареалы, локализующиеся преимущественно в западной части вологодской диалектной территории, реже — в крайне южной и крайне восточной частях. В центральных районах ареала Вологодской группы говоров указанные глагольные формы неизвестны. Стяжение в подобных формах в вологодских говорах наблюдается только в случае с -еjе- (ум[е́э]т, ум[е́]т «умеет»), в остальных случаях стяжение не встречается: м[о́э]т, м[о́о]т «моет» и торг[у́э]т «торгует». Формы глаголов с заударным сочетанием -аjу- отмечены в нескольких разрозненных населённых пунктах.
Повсеместно на территории распространения вологодских говоров встречаются формы имён прилагательных и местоимений женского рода именительного падежа с сохранением /j/ в ударных и безударных сочетаниях аjа: молод[а́йа], друг[а́йа], так[а́йа], до́бр[айа], кра́сн[айа]. Почти повсеместно наряду с ними известны стяжённые формы: молод[а́], друг[а́], так[а́], до́бр[а], кра́сн[а]. Формы имён прилагательных и местоимений с выпадением /j/, но без стяжения типа молод[а́а] и кра́сн[аа] распространены наряду с двумя предыдущими формами в основном в западных и восточных вологодских говорах небольшими разрозненными ареалами, очень редко встречаясь на севере вологодской диалектной территории. Исключительное распространение таких форм известно только в единичных вологодских говорах. В сосуществовании с повсеместно распространёнными формами винительного падежа типа молод[у́йу], глух[у́йу], кра́сн[уйу] представлены в виде разрозненных ареалов в основном в западных, южных и восточных периферийных частях Вологодской группы формы типа молод[у́], глух[у́]. Сравнительно шире известны формы типа кра́сн[у], но и они отсутствуют в центральной части вологодской диалектной территории. Формы типа молод[у́у], глух[у́у] отмечены в единичных говорах.
Формы имён прилагательных и местоимений среднего рода именительного падежа с сохранением /j/ в ударных и безударных сочетаниях оjе типа молод[о́йе] и кра́сн[ойе] известны по всей территории Вологодской группы, причём в центральных вологодских говорах в исключительном распространении. В сосуществовании с этими формами также по всей вологодской диалектной территории, но в виде разрозненных ареалов, сгущающихся на юго-западе, встречаются формы типа молод[о́э] и молод[о́]. Формы типа кра́сн[о], си́н[е] распространены в периферийных областях вологодского ареала наряду с формами типа кра́сн[ойе], си́н[ейе].

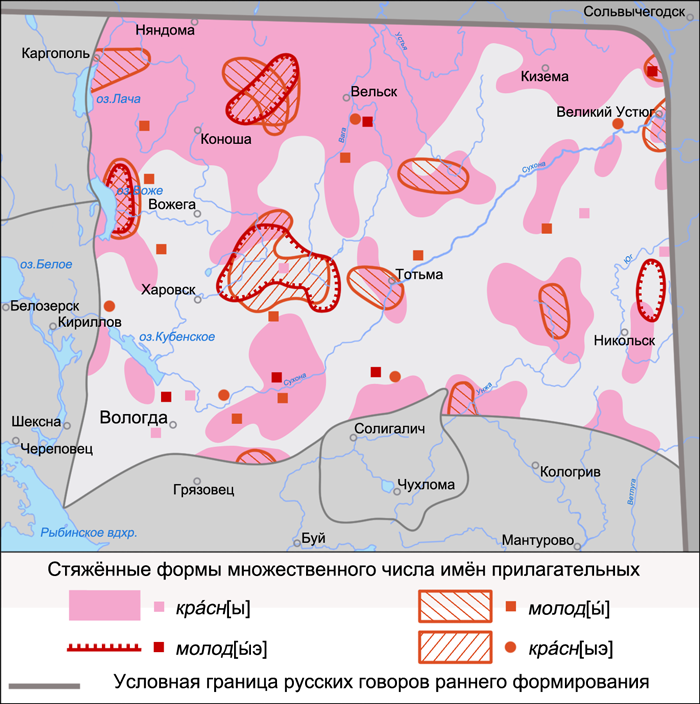
Распространение стяжённых форм в прилагательных множественного числа

Повсеместно распространены в вологодских говорах также и формы имён прилагательных и местоимений множественного числа именительного падежа с сохранением /j/ в ударных и безударных сочетаниях ыjе типа молод[ы́йе] и кра́сн[ыйе]. В сосуществовании с ними отмечаются формы с выпадением /j/: формы с уподоблением гласных, но без стяжения типа молод[ы́э] и кра́сн[ыэ] распространены достаточно редко, небольшими ареалами преимущественно в западной части вологодской диалектной территории; стяжённые формы типа молод[ы́] известны в рассеянных говорах и в говорах, образующих мелкие ареалы, по всей территории Вологодской группы; стяжённые формы типа кра́сн[ы] распространены шире, чем формы типа молод[ы́], чаще они встречаются в северных вологодских говорах, реже — в центральных и юго-западных.
Отсутствие интервокальной /j/, являющееся одной из характерных черт севернорусского наречия, известно также в среднерусских говорах, преимущественно в окающих, причём в восточных среднерусских говорах эта черта распространена с наибольшей последовательностью, а в западных среднерусских известна лишь отчасти. В вологодских и некоторых соседних с ними говорах северо-восточного ареала в отличие от многих севернорусских и среднерусских говоров, выпадение /j/ с последующими ассимиляцией и стяжением гласных распространено достаточно непоследовательно, а в ряде грамматических форм глаголов и прилагательных отмечается очень редкое распространение этого явления, представленное в виде мелких разрозненных ареалов, или почти полностью отсутствует.

#### Переднеязычные согласные

##### Аффрикаты
Для значительной части вологодских говоров характерно употребление одной аффрикаты [ц’] (мягкое цоканье). Данное явление встречается также в говорах Онежской группы. Твёрдое цоканье известно говорам Псковской группы и говорам отдела Б восточных среднерусских акающих говоров.

##### Смычные согласные
Последовательно и повсеместно на территории вологодских говоров представлено общесевернорусское упрощение конечных сочетаний ст, с’т’: мо[с], хво[с], кре[с]; го[с’], ко[с’], о́бла[с’]. Упрощение сочетания ст распространено в основном только в пределах северного наречия (и отчасти в южнорусском наречии — в ареале верхнеднепровских говоров). Упрощение сочетания с’т’ известно помимо северного наречия как непоследовательное, а порой и как последовательное диалектное явление во всех среднерусских и в значительной части южнорусских говоров. При этом последовательность распространения рассматриваемого явления часто выражается наличием случаев упрощения сочетаний ст, с’т’ на стыке конца слова и гласной постпозитивной частицы (гво́[с’о]т «гвоздь-от»; по́jе[с’о]т «поезд-от»), в формах косвенных падежей существительных (бе́дно[с]и — бе́дно[с]jу, го́[с]и — го[с’]а́м, ста́ро[с]и, жи́[с]jу «жизнью»; хво́ро[с]а — хво́ро[с]ом, мо[с]а́ — на мо[с]у́) и в позиции середины слова существительных, прилагательных, глаголов (допу́[с]им, бесче́[с]jе; боро́[с]ка, иску́[с]во, ца́р[с]во, ли́[с]венныj). Упрощение сочетания с’ц’ (из с’т’) известно также в части говоров белорусского языка.

##### Фрикативные согласные
В вологодском ареале распространены случаи произношения архаичных мягких шипящих ж’ и ш’ в соответствии твёрдым /ж/ и /ш/ литературного языка: [ш’]и́бко, [ж’]ест’, [ш’]а́пка, [ж’]ал’, [ш’]ит’jо́, [ж’]и́ли, [ш’]есто́й, [ж’]ар, [ж’]ена́. В настоящее время сохранение мягких шипящих отмечается только в части севернорусских говоров и в большинстве из этих говоров реализация рассматриваемого явления непоследовательна. В основном в тех говорах, в которых известно произношение ж’ и ш’, мягкие шипящие встречаются перед гласными е, о (из е), и ([ш’е]ст’ [ши́]шка, [ж’о́]лтыj) и перед мягкими согласными (ква[ш’н’]а́, коко́[ш’н’]ик). В остальных позициях произносятся твёрдые шипящие. Произношение ж’ и ш’, преобладающее перед произношением ж и ш, встречается только в отдельных говорах, ж’ и ш’ при этом могут выступать перед всеми гласными, согласными и на конце слова. Чаще мягкие шипящие ж’ и ш’ встречаются в западной части севернорусского ареала, в восточных говорах северного наречия, к которым принадлежат вологодские говоры, произношение данных шипящих отмечается намного реже.
Вологодским говорам известны случаи произношения звуков типа ш’ч’, шч’, шч (наряду с более обычным долгим [ш:]). Произношение вопросительных местоимений что как [шч’]о или [шт’]о, и когда как ко[вды́], ко[лды́] с ы под ударением.

##### Боковые согласные
Вологодским говорам известно употребление пары смычно-проходных боковых (латеральных) согласных l и л’. Первая выступает перед гласными непереднего ряда, согласными и на конце слова, вторая — в тех же позициях и сверх того перед гласными переднего ряда. Так называемый европейский или средний звук [l] является нейтральным по звучанию, на слух производящим впечатление среднее между мягким (палатализованным) [л’] и твёрдым велярным [л]. В отличие от артикуляции характерного для литературного языка и большинства русских говоров звука [л] (в МФА — [ɫ]) при артикуляции [l] кончик языка касается альвеол без веляризации — дополнительного напряжения задней спинки языка с её подъёмом к мягкому нёбу. Отношение l — л’ соответствует отношениям твёрдых и мягких парных согласных. При этом l и л’ различаются во всех позициях в слове, кроме позиции перед ê и е, в которой возможна только мягкая л’, и перед ô, в которой возможна только l: [lо́]шад’ «лошадь» — [л’о]д «лёд», [lа́]па «лапа» — [л’а́]мка «лямка», [lу]к «лук» —[л’у́]бит «любит», [lы́]ко «лыко» — [ли́]хо «лихо» (но [ле́]зет «лезет», [лê]c «лec», [lố]дка «лодка», се[lố] «село»), во[lн]а́ «волна» — во́[л’н]а «вольна», по́[lз]ат’ «ползать» — по́[л’з]а «польза», сто[l] «стол» — пы[л’] «пыль».
Для большинства вологодских говоров характерно различение боковых согласных в соотношении l (w) — л’, при котором l чередуется с губно-губным спирантом w в середине слова перед согласной и на конце слова (l в этом случае произносится в позиции перед гласными): па́[lо]чка «палочка» — па́[wк]а «палка», упа́[lа] «упала» — упа́[w] «упал», сто[lа́] «стола» — сто[w] «стол», мы́[lа]с’ «мылась» — мы́[wс’]а «мылся», бе́[lо]к «бе́лок» — бе́[wк]а «белка», до́[lо]г «долог» — до́[wг]о «долго».
В части вологодских говоров сохраняется архаичное соотношение боковых согласных типа л (w) — л’ без изменения л в l. Такие говоры распространены на периферии вологодского ареала — в северо-восточных, северо-западных, крайне юго-восточных и юго-западных говорах, а также в части говоров к востоку от Вологоды. Также в ряде говоров на северо-востоке и северо-западе отмечается сохранение ещё более древнего соотношения л — л’ без чередования с w. Кроме того, в вологодском ареале известны говоры, отмечаемые в рассеянном распространении, со средней l на месте w (сто[l]), что указывает на произошедшие в них более поздние по времени изменения.
В некоторых вологодских говорах архаичное состояние может сохраняться лишь частично — твёрдая л (сто[л]) на месте губной w при этом отмечается нерегулярно. В тех вологодских говорах, в которых отсутствует чередование l с w, согласная l употребляется зачастую факультативно: в пределах фонетической системы одного говора может отмечаться колебание в употреблении l и л или же l может встречаться в речи только отдельных носителей говора. Кроме этого, по говорам может отмечаться разная степень палатализации l. В целом все типы соотношений боковых согласных в вологодских говорах редко выступают в чистом виде из-за взаимовлияния говоров с разным типом соотношений друг на друга, а также из-за воздействия на говоры литературного языка.
Разновидность различения боковых согласных типа l (w) — л’ помимо говоров Вологодской группы распространена также в ряде других говоров восточной части северного наречия, в основном соседних с вологодскими. Вместе они образуют единый ареал, который узкой полосой окружает территория говоров с разновидностью различения типа л (w) — л’. Основной же ареал с разновидностью различения типа л (w) — л’ находится в западных районах территории южного наречия и продолжается в области распространения белорусского языка. В остальных частях ареалов северного и южного наречий, а также почти во всём ареале среднерусских говоров отмечается различение боковых согласных типа л — л’ (как и в литературном языке). На этой же территории размещены мелкие разрозненные ареалы различения типа l — л’ без чередования с w. В целом тип l — л’ вместе с его разновидностью l (w) — л’ более характерны для восточной части области распространения русских говоров раннего формирования.

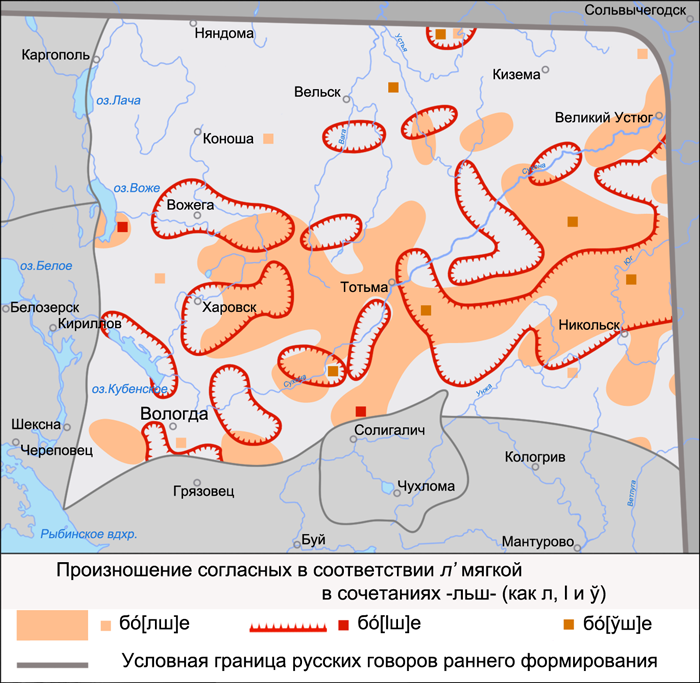
Ареал произношения сочетаний согласных в соответствии с -льш-

В вологодских говорах известна ассимиляция согласных по твёрдости в сочетаниях -льн-, -льш-: бо́[лн]о; да́[лш]е, бо[лш]о́j. Твёрдая велярная л в рассматриваемых сочетаниях отмечается в центральных и южных говорах Вологодской группы наряду со средней l. Ареалы лн и лш, как правило, совпадают. При этом лн, лш и lн, lш известны как в исключительном распространении на указанной территории, так и в сочетании друг с другом и в сочетании с произношением сочетаний л’н, л’ш. Варианты сочетаний ўн, ўш известны единичным говорам в рассеянном распространении по вологодскому ареалу. Исключительное распространение сочетаний л’н, л’ш отмечается в северных вологодских говорах. Появление велярной л в сочетаниях -льн-, -льш- объясняется её уподоблением последующей твёрдой согласной. Случаи отвердения боковой согласной перед мягкой типа колоко́[лн’]а могут рассматриваться как процессы выравнивания по аналогии с формами типа колоко́[л], в которых л является твёрдой. В отличие от сочетания лн, которое отмечается в неограниченном круге слов, сочетание лш регулярно встречается в словах, производных от основы больш-, и реже в таких словах, как да́лше.
Особенности в произношении некоторых слов: мо́[в]нийа «молния», д[и]ра́ «дыра», по́м[л’]у «помню» и т. д.

### Просодия
В целом в диалектной системе вологодских говоров преобладают просодические характеристики, известные всем говорам севернорусского наречия. Данные характеристики, связанные со слогоделением, ритмической структурой фонетического слова, интонационным оформлением синтагмы и темпом речи, противопоставляют севернорусские говоры среднерусским и южнорусским говорам, а также литературному языку.
Вологодские вместе с поморскими и некоторыми другими севернорусскими говорами противопоставляются всем остальным русским говорам по характеру выражения фонетических границ между слогами в интервокальных сочетаниях шумных или сонорных согласных. Если в большинстве говоров русского языка слогоотделение никак не выражено, первые слоги в случаях типа камни, пастух, сверло и т. п. ощущаются как закрытые (кам-ни, паc-тух, свер-ло), так и как открытые (ка-мни, па-стух, све-рло), то в вологодских и поморских говорах такие слоги всегда закрытые. Закрытость слога в данных говорах выражается в большей длительности и интенсивности конечнослогового согласного в отличие от того же согласного в начале слова.
Для ритмики фонетического слова вологодских говоров характерно равенство безударных слогов по длительности.
Как и остальные говоры северного наречия вологодские говоры характеризуются высоким темпом речи в сравнении с темпом речи литературного языка, среднерусских говоров и говоров южного наречия.

## Историческая фонетика
Формирование своеобразных диалектных черт в вологодских говорах, в числе которых и фонетические черты, стало следствием целого ряда исторических причин. Вологодчина в прошлом была одной из частей обширной севернорусской территории, на которой столкнулись два восточнославянских колонизационных потока — из Новгородской Земли и из Ростово-Суздальской земли. В процессе языковых контактов носителей древненовгородского и ростово-суздальского диалектов сформировалась основа, давшая начало в том числе и вологодским говорам. Вологодские говоры усвоили частично новгородские и частично ростово-суздальские диалектные явления в несколько иной последовательности, чем остальные севернорусские говоры. Позднее, развитие этих явлений принимало в вологодских говорах специфический местный характер. Кроме этого, на вологодской диалектной территории формировались местные языковые инновации. Во многом этому способствовали такие исторические условия, как утрата населением Вологодчины интенсивных междиалектных связей с населением Новгородской метрополией, включение Вологодской земли в состав Московского государства, обособление вологодских говоров от остальных русских территорий после потери значения торговых путей через Вологду и Великий Устюг и т. п.
Помимо явлений, общих для всех вологодских говоров, в той или иной части Вологодчины складывались территориальные различия, которые явились результатом разных тенденций внутреннего развития говоров, разной интенсивности распространения диалектных явлений, разной степени устойчивости архаизмов, разной степени влияния фонологического строя литературного языка или других русских говоров, а также результатом переселений носителей разнородных говоров, результатом иноязычного влияния и т. п.
До XV века вологодская территория была открыта для проникновения ранних новгородских инноваций, таких, например, как распространение сочетания мм на месте бм или чередование л с /ў/, причём последняя черта сохранилась впоследствии только в вологодских говорах. Поздние новгородские инновации, в том числе ассимиляция согласных дн > нн на территорию Вологодчины уже не проникают, а если распространяются, то крайне непоследовательно, как, например, произношение твёрдых губных в конце слова. Этим объясняется отсутствие ряда фонетических явлений позднего новгородского происхождения в северной части Вологодской группы говоров, куда ранее инновации распространялись по речным путям новгородской колонизации. Относительно рано в вологодские говоры проникли явления ростово-суздальского происхождения, в частности, произношение губно-зубных спирантов и утрата смычного элемента в сочетаниях /ж’д’ж/ и /штш/. В ранний период складываются и собственно вологодские местные черты — замена л велярного l средним и образование особого комплекса губных спирантов, включающего как ростово-суздальские губно-зубные, так и новгородские губно-губные согласные.
Начиная с XV века в силу утраты связей с говорами исконной новгородской территории, вологодские говоры развиваются относительно самостоятельно. Фонетический строй вологодских говоров сохранил при этом ряд архаичных новгородских явлений, в числе которых неразличение ц и ч в его наиболее древней разновидности (мягкое шепелявое цоканье); различие в произношении звуков в соответствии исконным е (из е, ь), ě, о, ô (архаичный древнерусский семифонемный вокализм, окончательно оформившийся после падения и «прояснения» редуцированных); случаи произношения /е/, не перешедшего в о под ударением перед твёрдыми согласными.

### Вокализм
Формирование целого ряда фонетических явлений в вологодском диалектном ареале связывается с новгородским генезисом вологодских говоров и длительным сохранением тесных междиалектных связей вологодских с центральными новгородскими говорами. В частности, этим объясняется относительно устойчивое произношение гласных средне-верхнего подъёма ô и ê, противопоставленных гласным среднего (или средне-нижнего) подъёма о и е (в ростово-суздальском диалекте переход к пятифонемному вокализму произошёл сравнительно рано). Сохранение случаев произношения
е из *е, *ь перед твёрдыми и мягкими согласными, не перешедшего в о, связывается с тем, что процесс перехода е в о, по мнению К. В. Горшковой и С. К. Пожарицкой, затронул древненовгородский диалект позднее, чем остальные древнерусские диалекты. Поэтому в говорах новгородского происхождения случаи отсутствия перехода е в о сохранились в сравнительно большем числе. В вологодских говорах задержка этих изменений оказалась наиболее значительной и окончательно е перешёл в о в вологодском ареале под влиянием говоров центральных территорий. Также продвижение а в более переднее и верхнее положение как в ударной, так и в безударной позициях между мягкими согласными, вероятнее всего, было тенденцией, присущей древним новгородскому и смоленско-полоцкому диалектам. Такое предположение объясняет как последовательное изменение а > е в вологодских и архангельских говорах, продолживших развитие древненовгородских особенностей, так и переход а в е, отмечаемый в морфологизованных и лексикализованных формах в западных южнорусских и северо-восточных белорусских говорах. Позднее в центральных новгородских говорах результаты изменения а > е были утрачены под московским влиянием, а в смоленских говорах этот процесс прекратился после включения смоленских земель в Литовское княжество. П. С. Кузнецов считал, что изменение а > е стало возможным после появления в русском языке закрытых слогов в результате падения редуцированных, что отмечено в новгородских и псковских памятниках XIII—XIV веков: освѧщеѥть, обнищеша наряду с освящает, обнищаша. Изменение а > е могло протекать и в XIV—XV веках вместе с распространением, или стабилизацией, других новгородско-смоленских явлений, таких, как мягкое цоканье, употребление губно-губной w, чередование w с л и т. д. О том, что изменение а > е произошло достаточно рано, свидетельствуют такие процессы, как появление гласной е по аналогии перед твёрдыми согласными и появление форм сравнительной степени типа тепляе, ставших, по мнению С. В. Бромлей, продуктивными к XVII—XVIII векам. То есть переход а в е уже давно не являлся в вологодских говорах живым фонетическим процессом.
Архаичная система различения гласных после твёрдых согласных, сохранившаяся на восточнославянской территории в севернорусском и украинском ареалах, была характерна как для древненовгородского, так и для ростово-суздальского диалектов, на основе которых сложились вологодские говоры. Возможность лабиализации предударного о определяется, вероятно, особым качеством этого гласного в севернорусских говорах. Лабиализация развилась под влиянием говоров новгородского происхождения, в которых различение фонем ô и о было наиболее устойчивым и могло привести в дальнейшем к их совпадению в гласной не средне-нижнего, а средне-верхнего подъёма. А поскольку безударная позиция в говорах севернорусского типа не является слабой, то произношение лабиализованной ô перешло и в безударные слоги как в случае чередования ô под ударением и без ударения, так и в случае без такого чередования.
Согласно исследованиям А. И. Сологуб, проведённым на основе анализа данных лингвистической географии, изначальной системой безударного вокализма после мягких согласных перед твёрдыми следует признать е (на месте е, ь) — е (из ě) — а, которая остаётся повсеместно распространённой в вологодских говорах и в настоящее время: н[е]су́, р[е]ка́, пр’[а]ду́). В этой схеме рефлексы е (ь) и а отражают архаический тип произношения, а рефлекс ě, возможно, стал следствием более сильного влияния ростово-суздальского вокализма, поскольку переход ě > [и], распространявшийся из западных областей Новгородской земли, охватил только ладого-тихвинские говоры. В части вологодских говоров, в основном периферийных, в разное время происходило изменение системы е — е — а, вероятнее всего, под влиянием процессов, происходивших в гласных под ударением. Так, в соответствии е в ряде говоров распространилось произношение гласного [о] (н’[о]су́, в’[о]ду́т). Такое произношение могло складываться под влиянием соседних севернорусских говоров, в которых произношение [о] установилось раньше, или в соответствии с характерными для части говоров внутренними тенденциями развития системы гласных, возможно, связанными с переходом е в о под ударением. Как правило, в этих же говорах, после совпадения ě с е по аналогии с развитием гласных на месте древних е, ь произошло дальнейшее преобразование ě > е > о; р’[о]ка́, в’[о]дро́. Произношение [е] в соответствии а (пр’[е]ду́) в отдельных вологодских говорах предположительно явилось следствием процессов аналогии с развитием [е] между мягкими согласными.
Исконным типом предударного вокализма между мягкими согласными так же, как и после мягких перед твёрдыми, был, по всей видимости, тип е — е — а (в современных говорах: н[е]си́, р[е]ки́, пр[е]ди́). Произношение [е] на месте е, ь и на месте ě сохранилось прежним. В некоторых вологодских говорах отмечено также развитие ě > [и], которое произошло, вероятнее всего, по аналогии с развитием ě под ударением. В отличие от рефлексов е и ě гласная в соответствии а подверглась преобразованию, охватившему весь вологодский ареал. Повсеместно а изменилось в е (пр’[а]ди́ > пр[е]ди́). Этот процесс протекал сравнительно поздно в период самостоятельного развития вологодских говоров после снижения интенсивности их языковых контактов с первичными новгородскими говорами.
По характеру заударного вокализма после мягких согласных отмечается различие северных вологодских говоров, сохранивших архаичные формы типа дере́в[не]й, иди́[те] и южных говоров, в которых распространилась инновация с костромской территории: дере́в[н’о]й, иди́[т’о].
В целом несоответствие в вологодских говорах произношения гласных на месте е (ь) под ударением, с одной стороны, и в безударной позиции — с другой, объясняется поздним по времени переходом о > е во всех говорах новгородского происхождения ([н’о]с, но [не]су́). Исходя из чего поздними следует считать формы [н’о́]с и [н’о]су́. На это указывает, по мнению В. Г. Орловой, также колебание в произношении е и о в первом предударном слоге перед твёрдыми согласными ([н’о]су́ и [не]су́) в северных вологодских говорах в совокупности с возможным произношением е под ударением (с[ве́]кла) и отсутствием перехода а в е перед твёрдыми согласными (п[ре]ла́). Колебания в произношении гласных на месте ě в предударной позиции перед твёрдыми и мягкими согласными также известна во многих говорах новгородского происхождения и является общей тенденцией, затронувшей также и вологодские говоры.
В ряде случаев вологодская система гласных оказала влияние на вокализм костромских говоров. Так, например, развитие в костромских говорах произношения е в соответствии *е, *о в первом предударном слоге ([не]су́) могло произойти только под влиянием междиалектных контактов с вологодскими говорами, в которых переход е > о произошёл сравнительно поздно. Изначально на месте *е, *о в костромских говорах, как и во всех остальных говорах ростово-суздальского происхождения, сложилось произношение гласной о как под ударением так и в безударной позиции ([н’о]с, [н’о]су́). Также под влиянием вологодских говоров в костромском ареале развилось произношение е в соответствии этимологической а (п[ре]ду́, п[ре]ди́). Отсутствие перехода в е под ударением (п[р’а]л, п[р’а́]ли) может свидетельствовать о том, что фонетическая закономерность вологодских говоров была заимствована и преобразована в костромском диалектном ареале в фонетически незакономерную систему.

### Консонантизм
Для консонантной системы вологодских говоров в равной степени характерны как архаичные черты, так и инновации. К архаизмам, восходящим к праславянской эпохе, относится, например, взрывное образование звонкой заднеязычной фонемы /г/. К сочетанию архаичных и инновативных черт относится комплекс губных согласных, объединяющий древнерусскую губно-губную /w/ и ростово-суздальскую инновацию — губно-зубную /в/, оглушаемую в /ф/.
Прогрессивная ассимиляция по мягкости заднеязычных согласных в вологодском ареале распространялась с территории костромских говоров в XV—XVI веках. На вторичность прогрессивной ассимиляции в вологодских говорах говорит, во-первых, расширение условий смягчения в вологодском ареале на все мягкие согласные, включая j и ц (в костромских говорах заднеязычные после j и ц не смягчаются), и, во-вторых, распространение смягчения во всём костромском ареале и только в некоторых частях ареалов соседних говоров — в северной части территории владимирско-поволжских говоров и в южной части территории вологодских говоров. К явлениям ростово-суздальского происхождения, распространившимся из костромского диалектного ареала в южные вологодские говоры, относятся также произношение слова «внук» с начальным согласным м и такое грамматическое явление, тесно связанное с фонетикой, как наличие [о] на месте /е/ в конечном открытом слоге в окончании глагольных форм 2-го лица множественного числа (нес[ит’о́], ид[и́т’о]) и в окончании формы местоимения 3-го лица женского рода винительного падежа единственного числа (йе[йо́]). Усиление взаимодействия костромских и вологодских говоров стало возможным после включения вологодских и ярославско-костромских земель с конца XV века в состав Московского Великого княжества. Ярко выраженной ведущей роли в междиалектном взаимодействии при этом не было ни у вологодских, ни у костромских говоров, о чём говорит распространение произношения е в соответствии *е, *о в первом предударном слоге и произношения е в соответствии этимологической а после мягких согласных из вологодской диалектной территории на юг — в ярославско-костромскую.
По мнению В. Г. Орловой, изначально губно-губной согласный на месте /w/, распространявшийся с центра Новгородской земли на восток по территории будущего севернорусского наречия, имел бо́льшую сонорность и звучал как [ў] (звук, представленный в современных юго-западных русских говорах и в белорусском языке). Одновременно с этим на север с центральных районов Ростово-суздальской земли распространялись губно-зубные фонемы /в/ — /в’/, /ф/ — /ф’/. В результате междиалектных контактов в севернорусских ареале носителей новгородских и ростово-суздальских говоров произошло ослабление сонорности [ў] > [w]. Это привело в сравнительно ранний период к более интенсивному переходу /w/ > /в/, /в’/ в сильных позициях и к дальнейшему появлению /в/, /в’/, оглушаемых в [ф], [ф’], также и в слабых позициях. Кроме того, ослабление сонорности губно-губного препятствовало появлению чередований /в/ и /у/ в начале слова, появлению предлогов ув, уво и замене /ф/ на хв или х. В самих же центральных новгородских говорах употребление губно-губной /w/, как и другие местные диалектные черты, подверглись нивелировке во время переселения в Новгород жителей восточных русских областей.
Такая ранняя инновация, широко известная русским говорам западной и северной локализации, как ассимиляция по признаку назальности сочетания бм (о[мм]а́н, о[мм]е́р’ал) сложилась в центральных новгородских говорах в XII—XIII веках. В вологодских говорах это явление, вероятно, распространилось намного позднее, поскольку на некоторых частях ареала оно осталось неизвестным.
Образование твёрдых губных на конце слова, ставшее возможным после падения слабых редуцированных и прояснения сильных, появилось изначально в XIII—XIV веках в южных и западных частях восточнославянской территории, откуда в XV—XVI веках распространилось на север в пределы Псковской и Новгородской земель. При распространении произношения твёрдых губных далее на восток рассматриваемое явление утратило свою интенсивность, с чем связана непоследовательность его бытования в вологодских говорах, размещённых на крайнем востоке территории новгородской колонизации.
Процесс выпадения интервокальной /j/ с последующими ассимиляцией и стяжением гласных, известный также во многих славянских языках, в ареале русского языка возник, предположительно, в конце XIV века во владимирско-поволжских говорах, с территории которых постепенно стал распространяться в диалектные ареалы севернорусского наречия и западных среднерусских говоров. В вологодских говорах интервокальная /j/ утрачивалась в основном в сочетании -аjе-, причём часть говоров Вологодчины этот процесс не затронул. Среди тех говоров, в которых произошло выпадение /j/, только в некоторой их части осуществились дальнейшие ассимиляция и стяжение в рассматриваемом сочетании. В других сочетаниях (-еjе-, -оjе-, -уjе-) выпадение /j/ затронуло лишь незначительную часть говоров. Распространение в вологодских говорах глаголов с утратой /j/ с последующей ассимиляцией и стяжением в сочетаниях -аjе-, -еjе-, -оjе- и подобных шло с запада и юга, с территорий говоров ростово-суздальского происхождения, на которых данная диалектная черта сформировалась сравнительно рано. На направление распространения утраты /j/ в глаголах указывает локализация форм с сочетаниями -еjе-, -оjе-, -уjе- с выпавшим /j/ преимущественно в крайне западных и крайне южных вологодских говорах, на границе с регионами, в которых в настоящее время указанное явление последовательно и широко распространено. Процесс утраты /j/ в сочетаниях -а́jе-, -аjе- был более интенсивным и привёл к более широкому его распространению по всему вологодскому ареалу. Аналогичным образом преимущественно в крайне западных и крайне южных вологодских говорах размещены ареалы форм имён прилагательных и местоимений с выпавшим /j/ в интервокальном положении, за исключением ударных и безударных форм имён прилагательных и местоимений женского рода именительного падежа единственного числа, получивших в ареале Вологодской группы говоров относительно широкое распространение. Исходя из данных лингвистической географии формы с утратой интервокального /j/ появились в вологодских говорах в результате междиалектного взаимодействия позднее, чем в остальных говорах северного наречия. Относительно позднее время распространения указанной черты подтверждает наличие в вологодских говорах форм затопл[е́йе]т «затопляет», управл[е́е]т «управляет», вы́ставл[е]м «выставляем» с переходом а в е ранее утраты j.
Упрощение конечных сочетаний ст, с’т’ развилось в вологодских и других севернорусских говорах сравнительно поздно, предположительно к XVIII веку. В этот период севернорусское наречие уже оформилось как самостоятельное диалектное объединение, на территории которого возникали и распространялись собственно местные диалектные черты. Вероятнее всего, сначала упрощение затронуло сочетания с’т’, а затем охватило сочетания ст. П. С. Кузнецов связывал появление рассматриваемого языкового явления с присущим русскому языку и особенно севернорусским говорам тихого отступа, наблюдаемого при произношении согласных на конце слова.
Сохранение мягких шипящих ж’, ш’ относится к архаичным явлениям русского языка, отмечаемым в настоящее время на территории распространения северного наречия в виде редких разрозненных ареалов. Отвердение шипящих, ставшее общерусским процессом, вначале произошло в ростово-суздальском диалекте (предположительно уже к XV веку), а затем в древненовгородском диалекте, в связи с чем мягкие шипящие ж’, ш’ сравнительно шире представлены в западных севернорусских говорах и в части западных среднерусских говоров и очень редко встречаются на востоке севернорусского ареала, включая вологодские говоры.
Изначальным соотношением боковых согласных в вологодских говорах было л (w) — л’. Это объясняется, по словам А. М. Селищева, тем, что по артикуляционным особенностям произношения средней l и губной w предпосылок для замены одной согласной на другую нет и, напротив, замена велярного л на w представляется естественной для речевого аппарата. Также в пользу изначального распространения соотношения боковых л (w) — л’ говорит их ареальное размещение на периферии области с распространением разновидности l (w) — л’. Предположительно, инновация с заменой л на l распространялась из центральной части вологодского ареала, но не охватила окраин территории с чередованием л с w, на которых сохранилось архаичное состояние соотношения боковых согласных.
Разновидность соотношения согласных л (w) — л’ возникла в XIII веке после падения редуцированных, не позднее первой половины XIV века, когда северные и южные западнорусские земли стали изолироваться друг от друга. Чередование л с w распространилось с территории, на которой размещены современные белорусские и западные южнорусские говоры, на север в псковские и новгородские говоры, а затем на восток и северо-восток в говоры новгородского происхождения, включая вологодские. Затем в северо-восточных говорах в системе согласных л (w) — л’ произошло устранение морфологических и лексических ограничений, которые установлены для чередования л с w, например, в западных южнорусских говорах. В этих говорах w чаще всего последовательно выступает только в формах глаголов прошедшего времени (да[ла́] — да[w] «дал») и в конце слога перед согласным после гласной о (д[о́ло]г «долог» — д[о́wг]о «долго»), а также вне чередования на месте древнерусского ъл между согласными (в[оw]к «волк», т[о́w]стыj «толстый»). В вологдских говорах чередование л с w приобрело фонетический характер, охватив среди прочего позиции на конце имён существительных (сто[lа́] «стола» — сто[w] «стол», по́[lа] «пола» — по[w] «пол») и на месте л перед исторически редуцированной ъ (па́[lо]к «палок» — па́[wк]а «палка» — из палъка). Позднее в вологодских говорах предположительно в XV веке или позднее произошла замена л на l, которая наслоилась на чередование с w. В дальнейшем под влиянием литературного языка после устранения чередования с w в ряде говоров сложилось соотношение боковых согласных типа l — l. Ряд исследователей и, в частности, Р. И. Аванесов считали замену л на l явлением, возникшим из языка-субстрата. Между тем наличие мелких ареалов произношения l по всей восточной части территории распространения русских говоров первичного формирования может свидетельствовать о самостоятельно сложившейся тенденции в русском языке к переходу л в l, которая была характерна и для других славянских языков. Данная тенденция сложилась после отделения западных русских земель от восточных, не ранее конца XIV — начала XV века, поскольку белорусскому языку переход л в l неизвестен. В дальнейшем указанный переход прекратил своё развитие и распространение во многих восточнорусских областях под влиянием литературного языка.

## Современное состояние
В современных вологодских говорах, как и во всех остальных говорах русского языка, отмечается вытеснение диалектных фонетических черт фонетическими явлениями литературного языка. Например, такой яркий признак фонетики вологодских говоров, как произношение е между мягкими согласными в соответствии этимологической а уже в середине XX века встречался в исключительном распространении только на части вологодского диалектного ареала, во многих говорах в то время уже отмечалось сосуществование произношения е и а (взеть и взять).
Тем не менее, местные фонетические черты у жителей сельских регионов вологодской диалектной территории всё ещё сохраняются. Согласно исследованиям И. И. Исаева, ряд диалектных фонетических черт, таких, например, как оканье присуще не только лицам старшего поколения, но и детям.
В отличие от грамматических диалектных черт, имеющих яркую стилистическую окраску, фонетические (и отчасти лексические) черты являются более устойчивыми. Согласно исследованиям И. А. Букринской и О. Е. Кармаковой, такие фонетические признаки встречаются, в частности, в речи населения малых городов, расположенных на территории севернорусского наречия, в том числе и на территории Вологодской области. Оканье, утрата /j/ в интервокальном положении с последующим стяжением или без стяжения в формах прилагательных и глаголов, твёрдость губных согласных на конце слова, упрощение сочетания ст в конце слова встречаются помимо прочего в речи местных уроженцев, имеющих среднее и высшее образование.

## История изучения
Фонетике и фонологии вологодских говоров посвящён целый ряд исследований, самым ранним и наиболее известным из которых является публикация «Описание одного говора из юго-западной части Тотемского уезда» 1907 года норвежского учёного О. Брока. Значительную часть этой работы он посвятил описанию звукового строя тотемских говоров, в которой затронул такие особенности фонетики, как наличие гласных средне-верхнего подъёма ê и ô, наличие боковой согласной l, чередование согласных в и l с w, выпадение интервокальной j и т. д. Данное исследование позволило диалектологу Л. Л. Васильеву установить, что произношение ô в вологодских и других русских говорах подчиняется определённым правилам, соответствуя позициям, в которых произносилась древнерусская гласная *о под восходящим ударением.
Впервые исследование значительной части говоров в пределах всего вологодского диалектного ареала было проведено в начале XX века в рамках масштабного собирания сведений о русских говорах Европейской части Российской империи, осуществлённого усилиями Московской диалектологической комиссии. Итогом этих исследований стало составление в 1914 году Н. Н. Дурново, Н. Н. Соколовым и Д. Н. Ушаковым «Диалектологической карты русского языка в Европе», а в 1915 году — публикация её описания — «Опыта диалектологической карты русского языка в Европе с приложением очерка русской диалектологии». Современные вологодские говоры вместе с костромскими, вятскими, прикамскими и другими были отнесены к Восточной, или Вологодско-Вятской (Вологодско-Кировской) группе говоров северновеликорусского наречия. Эта группа была выделена по произношению рефлекса ě в большинстве говоров как ê или и͡е — перед твёрдыми согласными, и как и — перед мягкими: хлêб или хли͡еб, но звирь. Кроме того, в характеристику вологодско-вятских говоров вошли такие фонетические черты, как случаи распространения о закрытого или дифтонга у͡о, произношение е на месте а между мягкими согласными (грезь, но гразный), мягкое и шепелявое цоканье (цяшка, цяй или цшяшка, цшяй), возможность произношения неслогового у (ў) на месте л и в перед согласным и в конце слова (доўго, быў; паўка, коў), смягчение заднеязычных согласных (цайкю, конькём), ассимиляция сочетания бм (омман) и в части говоров дн (менный).
В период с 1940-х по 1960-е годы русские говоры раннего заселения, в их числе и вологодские, были обследованы с целью сбора материалов для составления диалектологического атласа русского языка (фонетические карты и пояснения к ним, показывающие диалектный ландшафт среди прочих и вологодских говоров, были изданы в первом томе атласа «Фонетика» в 1986 году). На основе новых диалектологических материалов К. Ф. Захаровой и В. Г. Орловой была создана новая классификация русских диалектов, вологодские говоры были отделены от костромских и белозерских, а также от говоров позднего формирования, и объединены в самостоятельную группу говоров, в издании 1964 года «Диалектное членение русского языка» была дана характеристика вологодских говоров, в том числе и фонетическая. Новые материалы по русским диалектам были использованы и в изданной в 1970 году монографии «Образование севернорусского наречия и среднерусских говоров», в которой А. И. Сологуб привела подробную характеристику Вологодской группы говоров, включая описание их фонетического строя. В этой же работе была сделана попытка по данным лингвистической географии проследить историю формирования диалектных явлений вологодских говоров, включая явления фонетического строя.